# Hoflößnitz
Die Hoflößnitz ist das städtische Weingut in Radebeul (Stadtteil Oberlößnitz) an der Sächsischen Weinstraße.

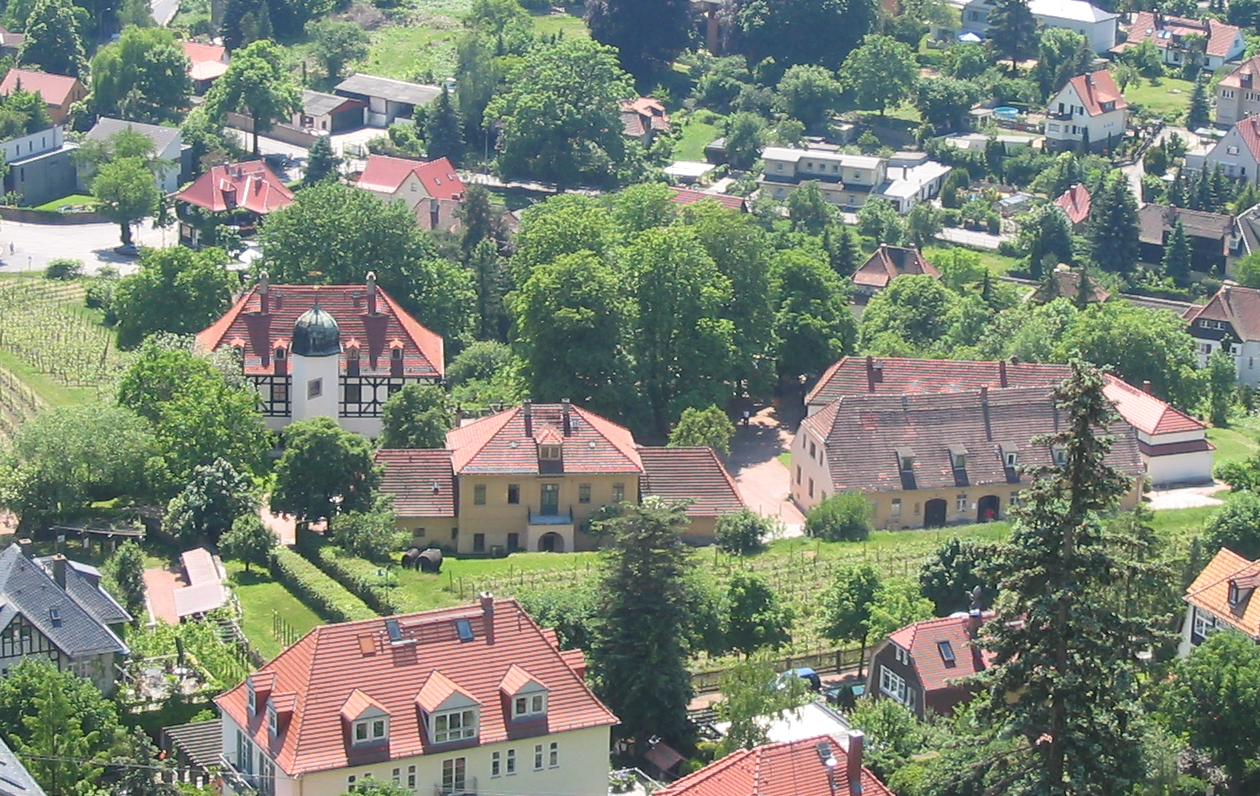
Bildmitte: Die Hoflößnitz; Gutsanlage vom Bismarckturm aus (Links unten der große Bau der ehemaligen Winzerschule des Staatsweinguts)

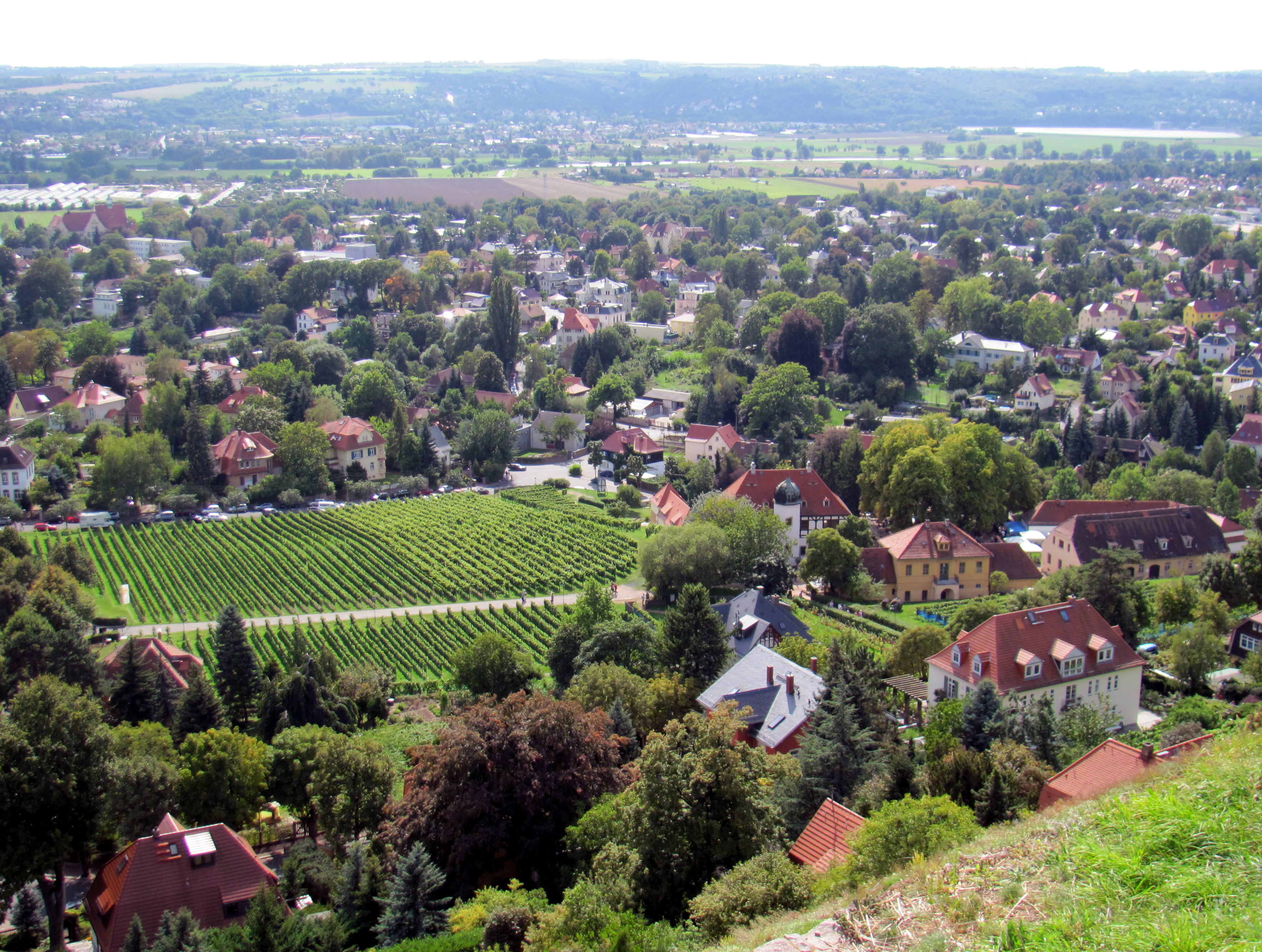
Hoflößnitz und Weingarten Schlossberg, dahinter Elbtal und linksseitige Elbhöhen: Blick vom Eggersweg unterhalb des Bismarckturms aus

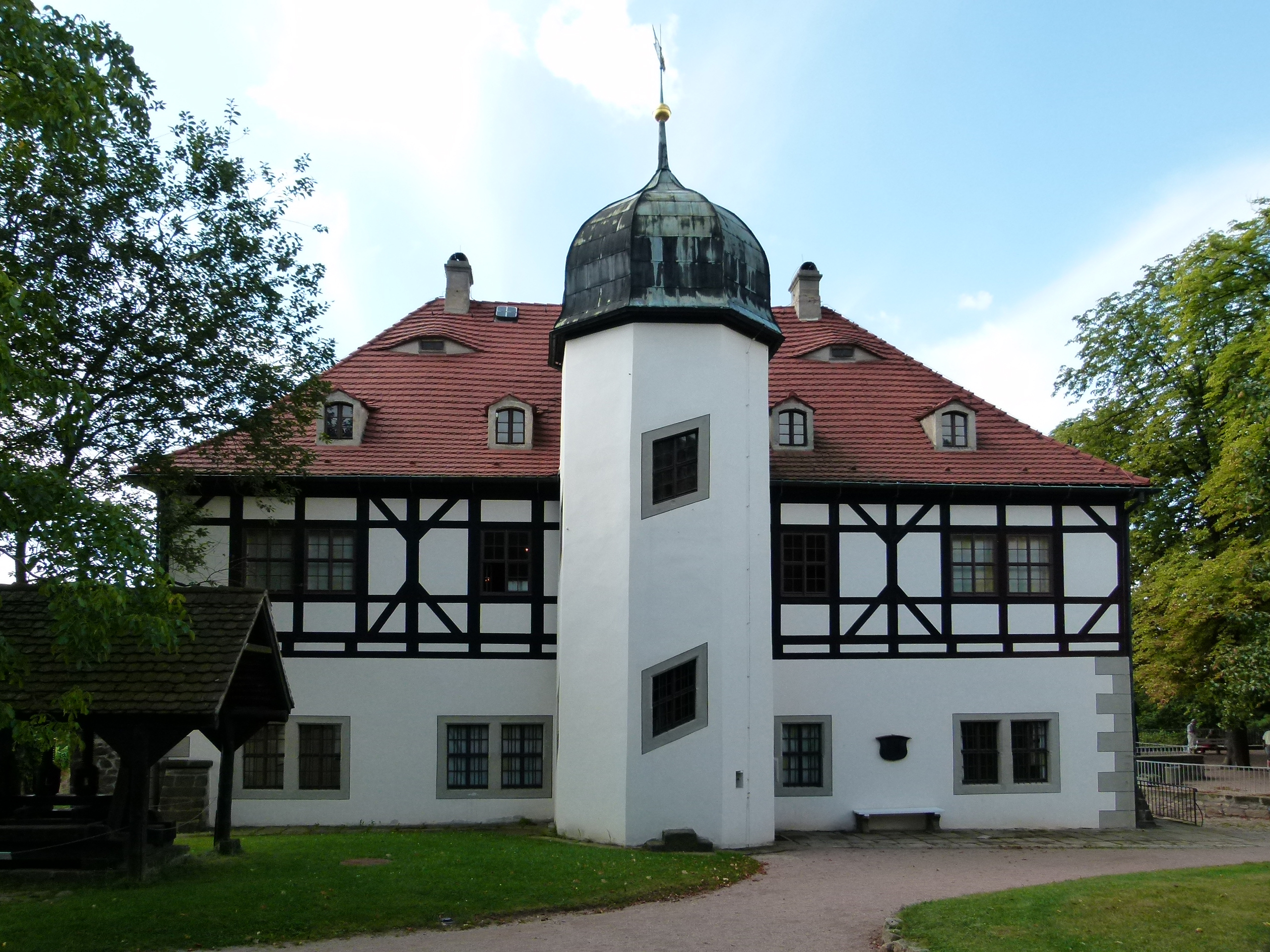
Das Berg- und Lusthaus, romantisierend auch Schloss Hoflößnitz

In kurfürstlich- und königlich-sächsischer Zeit war das Gut als ein Landsitz der sächsischen Linie der Wettiner fast 500 Jahre lang das Zentrum des höfischen sächsischen Weinbergsbesitzes. Heute ist es zum Sächsischen Weinbaumuseum Hoflößnitz mit Verkaufsstelle und Ausschank eigenen Weins ausgebaut worden. Das Weingut gehört zur Großlage Lößnitz, Einzellage Goldener Wagen.
Die Hoflößnitz mit Berg- und Lusthaus, Presshaus, Kavalierhaus und Weinpresse steht als denkmalpflegerische Sachgesamtheit (Ensembleschutz) unter Denkmalschutz. Darüber hinaus gilt die Frei- und Grünfläche um die Hoflößnitz als Werk der Landschafts- und Gartengestaltung innerhalb des Denkmalschutzgebiets Historische Weinberglandschaft Radebeul. Zur Hoflößnitz gehören auch das unterhalb und rechts des Aufgangs beziehungsweise der Toranlage gelegene Winzerhaus mit angebautem Backhaus sowie der links zum Grund hin gelegene ehemalige Holzhof, ebenfalls mit einem Winzerhaus.
Das Haupthaus der Weingutsanlage wird detailliert in Berg- und Lusthaus Hoflößnitz beschrieben. Die von dem niederländischen Maler Albert Eckhout stammenden 80 Vogel-Ölgemälde an der Decke des dortigen Festsaals sind in der Liste der Vogelgemälde von Albert Eckhout in der Hoflößnitz aufgeführt.
Die Hoflößnitz ist ein „einzigartiges Zeugnis des Weinanbaus im Elbtal und der höfischen Kultur- und Lebensweise in Sachsen vor allem im 17. und 18. Jahrhundert, [das] Lusthaus mit bemerkenswerter Ausstattung, vor allem den barocken Malereien, [die] Anlage insgesamt von unvergleichlicher städtebaulicher, kunsthistorischer, kulturgeschichtlicher und landschaftsgestaltender Wirkung“.

## Begriffsbestimmung
Die hier dargestellten Informationen stellen die Hoflößnitz auf dreierlei Weise dar: als historischen Ort, als neuzeitliche städtische Einrichtung und als sächsisches Kulturdenkmal.
Auch wenn sich zur Zeit des Historismus die romantische Bezeichnung Schloss einbürgerte, so war die Hoflößnitz im eigentlichen Sinne ein, wenn auch kurfürstliches beziehungsweise königliches, Weingut. Das Berg- und Lusthaus, also das Weinbergsschlösschen, war weniger ein Landsitz als Dauerwohnsitz eines adligen Gutsbesitzers als eher ein Lusthaus für den Kurfürsten, wenn dieser auf der Hoflößnitz seine Weinfeste feierte oder auf dem Weg zur Jagd dort einkehrte. Das historistisch so benannte Kavalierhaus war als Bergverwalterhaus der eigentliche Verwaltungsmittelpunkt der täglichen Arbeit des einen der beiden für den ganzen sächsischen Weinbau zuständigen Bergverwalter, dem ein Bergvogt sowie Oberwinzer und Winzer mit allen ihren Hilfskräften unterstanden. Der Bergvogt wohnte im unterhalb gelegenen Holzhof.

### Benennung

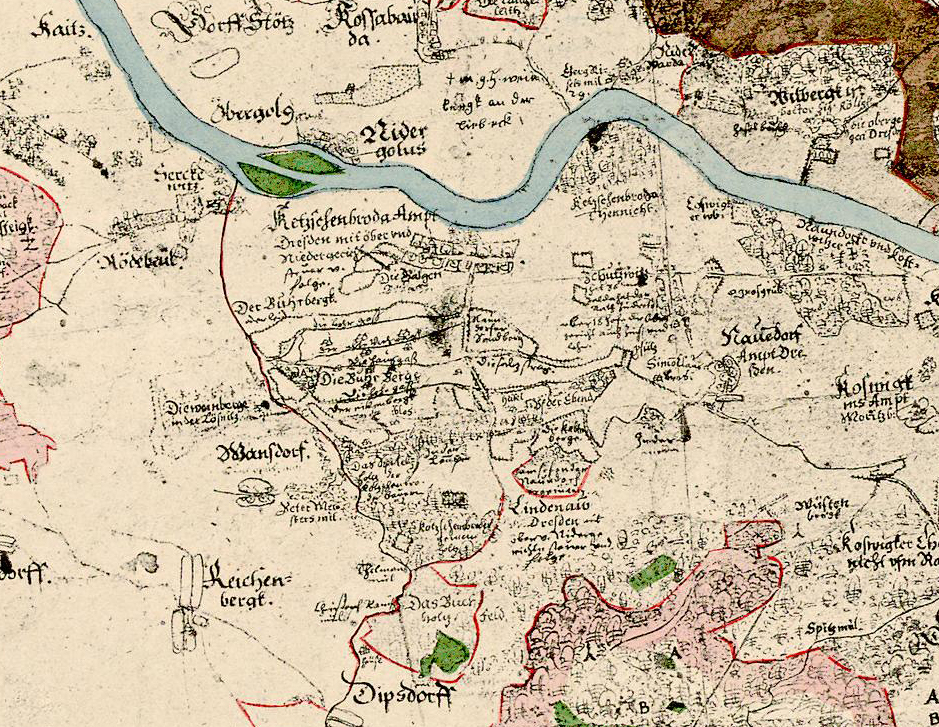
Gesüdete Darstellung bei Oeder 1607, Tafel IX, Ausschnitt Lößnitz

Der wohl vom altsorbischen lěsnica (Waldbach) abgeleitete Name bezeichnete den 6,7 Kilometer langen Lößnitzbach gleich westlich der späteren Hoflößnitz. Dieser fließt durch die heute Lößnitzgrund genannte Bergschlucht, die die nördlich des Angers von Kötzschenbroda liegende, 1271 als Kötzschbergisches Weingebirge erwähnte Weinbergsflur im Westen von den östlich gelegenen Weinbergen der Dörfer Serkowitz und Alt-Radebeul trennte. 1286 wurde in einer Lehnsurkunde des Meißner Bischofs für das Dresdner Maternihospital erstmals der zu Kötzschenbroda gehörende Weinberg Lezenitzberg erwähnt.
In der Ersten Kursächsischen Landesaufnahme bezeichnete der Landvermesser Matthias Oeder 1607 die Weinberge um den Lezenitzberg „Die weinberge in der Lösnitz“. Die Bezeichnung galt später für die gesamte Weinbergsflur, innerhalb derer die kurfürstliche Hoflößnitz oberhalb von Serkowitz lag, die Christian Gerber 1717 erwähnte:

„Die Lößnitz ist ein gewisser Strich, da lauter hohe Gebirge seyn, die köstlichen Wein tragen, und weil die Churfürstlichen Berge auch allda liegen, wird diese Gegend genennet die Hoffe-Lößnitz. Und dieser Lößnitzwein ist auch der beste im gantzen Land, der in guten Wein-Jahren dem Franken-Wein vorzuziehen, dem Rhein-Wein aber gleich zu achten ist.“

### Hoflößnitz als historischer Ort
Mit der Übernahme dreier Weinbergsteile und einer Weinpresse im Jahr 1401 gründeten die herrschenden Wettiner dort das Zentrum des höfischen sächsischen Weinbaus. Auf den zum Gut gehörenden Weinbergen wohnten Winzer mit ihren Hilfsarbeitern und ihren Familien. Das kurfürstliche Weingut gehörte nicht zur Kommune, auf deren Flur es lag, sondern unterstand unmittelbar dem Amt Dresden. Die Hoflößnitz war in die Kirche zu Kötzschenbroda gepfarrt, die älteste Parochie der Gegend. Wenn Kurfürst Johann Georg I. auf der Hoflößnitz weilte, war der Kötzschenbrodaer Pfarrer Augustin Prescher für ihn zuständig. Im Staatslexikon von 1817 ist Hoflößnitz als eigener Ort mit 131 Einwohnern aufgeführt. 1836, zwei Jahre nach der Umwandlung des königlichen Weinguts in eine Staatsdomäne, als für den Niederlößnitzer Weinbergsverein der Schulbezirk Niederlößnitz-Lindenau geschaffen wurde, waren in der neugebauten Volksschule in Niederlößnitz fünf Kinder aus Hoflößnitz eingeschult. Obwohl die umgebende Oberlößnitz bereits 1839 als Kommune gegründet worden war, dauerte es bis 1875, bis die Hoflößnitz auch Bestandteil dieser Landgemeinde wurde.

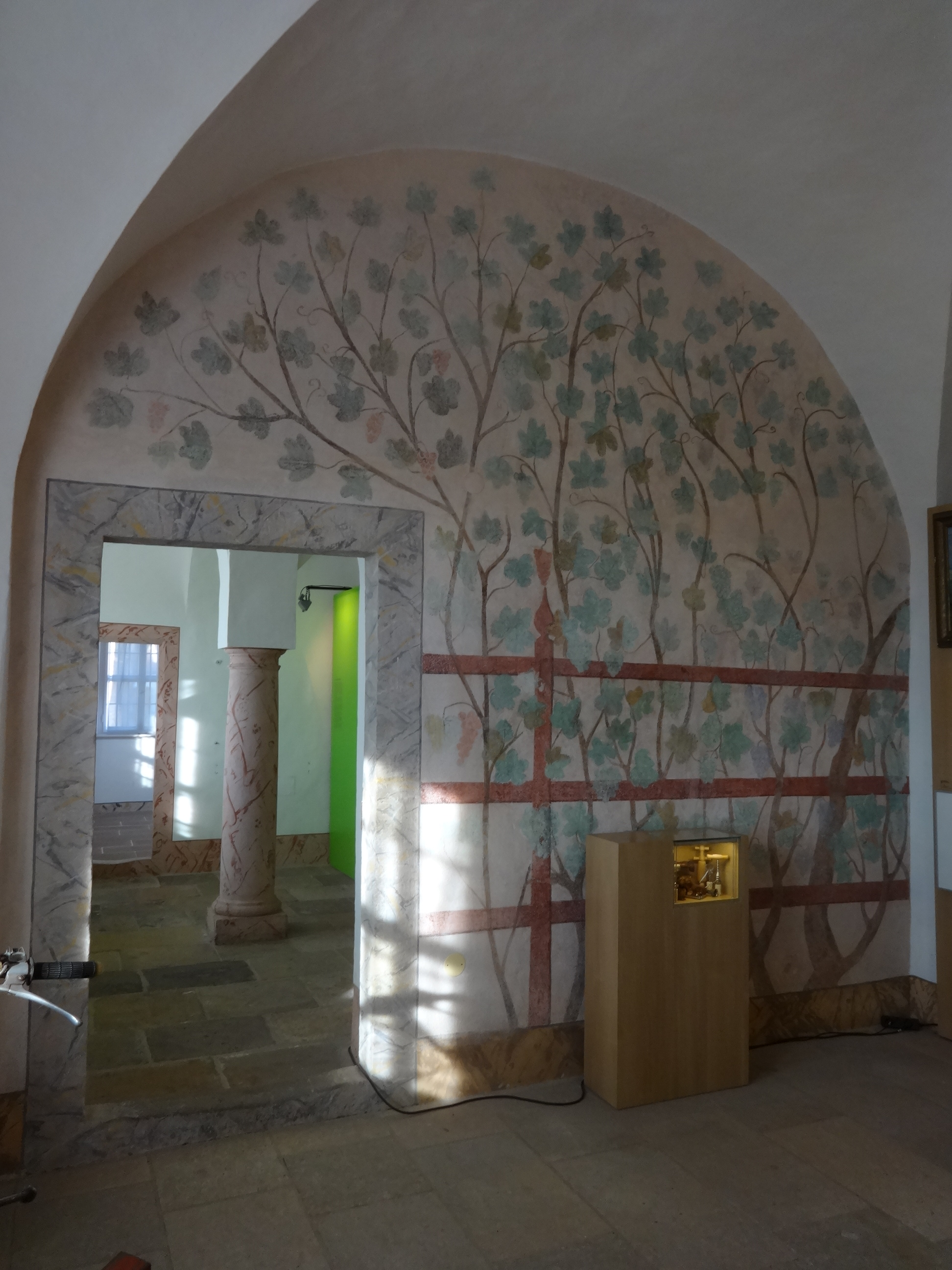
Ausstellungsraum

### Hoflößnitz als heutige städtische Einrichtung
Die heutige städtische Einrichtung wird durch die Stiftung Weingutmuseum Hoflössnitz getragen, in der neben der Stadt als Hauptstifter der 1992 gegründete Förderverein Kulturlandschaft Hoflößnitz bürgerlicher Mitstifter ist. Die Stiftung arbeitete im Jahr 2011 mit fünf festen Mitarbeitern. Neben der Stiftung verfolgt eine GmbH die kommerziellen Interessen der Hoflößnitz. Diese Weingut und Weinstube Hoflößnitz Betriebsgesellschaft mbH hatte 2011 laut Beteiligungsbericht 7,5 Mitarbeiter.
In der öffentlichen Wahrnehmung besteht die Hoflößnitz insbesondere aus den beiden Einrichtungen Weingut Hoflößnitz und Sächsisches Weinbaumuseum Hoflößnitz. Dazu kommen noch die Weinterrasse sowie ein Gästehaus.
Der Besitz der heutigen Hoflößnitz umfasst hauptsächlich das Bauwerksensemble mit seiner historischen Ausstattung sowie den südöstlich gelegenen Schlossberg. Dazu kommen weitere gepachtete Weinbergsflächen.
In Zusammenarbeit mit dem Radebeuler Standesamt werden im Festsaal der Hoflößnitz auch Trauungen durchgeführt.

### Hoflößnitz als sächsisches Kulturdenkmal
Die denkmalpflegerische Sachgesamtheit der Hoflößnitz geht weit über die Grenzen des städtischen Weinguts hinaus: Zur Weinbergslandschaft der Hoflößnitz als denkmalgeschütztes Werk der Landschafts- und Gartengestaltung gehören auch mehrere Steillagen-Weinberge im Norden, von denen beispielsweise der nordwestlich gelegene Goldene Wagen als Staatsweinberg zum Schloss Wackerbarth gehört. Durch die nördlichen Steillagen führt die Spitzhaustreppe, die das hoch oben auf der Hangkante gelegene historische Außengebäude, das Spitzhaus, mit dem Gutshof verbindet. Südwestlich und unterhalb der eigentlichen Hoflößnitz stehen, mit einer weiteren Treppe verbunden, ein Winzerhaus mit Backhaus und der ehemalige Holzhof.

## Geschichte des Weinguts

### Gründungsdatum
Die Gründung der Hoflößnitz wird seit 1904, nach einem Artikel des Archivars und Historikers Hans Beschorner in den Dresdner Geschichtsblättern, auf den 8. Mai 1401 datiert.
Beschorner bezog sich dabei auf die Original-Urkunde Nr. 5170 im Sächsischen Hauptstaatsarchiv und behauptete: Diesem Kaufvertrag nach zwischen Markgraf Wilhelm und Friedemann Küchenmeister erwarb der Markgraf während der Dohnaischen Fehde von deren Vasallen, den Küch(en)meistern, unter Umgehung der Lehnsherrlichkeit das Presshaus nebst dreier umliegender Weinberge für eine Kaufsumme von 1660 Schock Meißner Groschen (entsprechend 4980 Rheinischen Gulden).
Beschorners Argumentationskette, dass die Küchenmeister Lehnsleute der Burggrafen von Dohna gewesen seien und dass diese Oberlehnsherrschaft über irgendwelche Weinberge im Flurgebiet von Kötzschenbroda gehabt hätten, lehnte der Historiker Mike Huth 2001 in 600 Jahre Hoflößnitz ab. Die von Beschorner für seinen Schluss herangezogene Urkunde Nr. 635 von um 1373 aus dem Urkundenbuch des Hochstifts Meißen belege zwar die Lehnsträgerschaft der Dohnaer unter dem Bischof von Meißen. Die Urkunde von 1401 belege jedoch nicht die Oberlehnsherrschaft über die betreffenden Weinberge, die als Zubehörungen aufgeführt waren.
Richtig sei vielmehr, dass der Urkunde von 1401 nach Markgraf Wilhelm von Friedemann Küchenmeister für eine Kaufsumme von 1660 Schock Meißner Groschen „das Dorf Kötzschenbroda mit Äckern, Wiesen, Diensten, Pflichten, Weingärten, geistlichen und weltlichen Lehen und allen seinen Zubehörungen in Feld und Dorf“ kaufte, das damit später zum Amt Dresden gehörte. Weiter bezweifelt Huth, dass die genannten drei Weinberge der späteren Hoflößnitz Bestandteil dieses Kaufvertrags gewesen sein können, da diese östlich des Lößnitzbachs auf Serkowitzer Flur lagen, während der Kaufvertrag von 1401 sich auf Kötzschenbrodaer Flur auf der Westseite des Lößnitzbachs beziehe. Auch der im Zusammenhang mit dem Besitz des späteren Hauses Reinhardtsberg genannte Lezenitzberg als Namensgeber der Lößnitz liegt im Westteil der Lößnitz auf ehemals Kötzschenbrodaer Flur, heute Niederlößnitz.
Die Lehnsherrschaft des Meißner Markgrafen auf der Westseite des Lößnitzgrunds, also dem sogenannten Kötzschbergischen Weingebirge, wird urkundlich 1409 festgehalten.
Beschorner behaupte, dass 1401 die drei „Preßteile“ mit der Weinpresse bereits vorhanden waren, was Huth aufgrund fehlender Quellenlage aus jener Zeit jedoch bestreitet. Nach ihm würden erst in einem Bericht von 1548 „drei Preßteile“ der Hoflößnitz erwähnt, nämlich die „Ober-, Mittel- und Nider-Lesenitz“ sowie zusätzlich die „Sandleitte in der Lesenitz“, die später Bestandteil von Neufriedstein war, also in Niederlößnitz, ehemals Kötzschenbrodaer Flur lag. Dagegen gehörten die „Kurberge der Ober, Mittel und Nieder Leßnitz“ zur Serkowitzer Flur.
Huth zieht die Schlussfolgerung, dass das Datum des 8. Mai 1401 zwar den Beginn des wettinischen Besitzes von Weinbergen in einer der Lößnitzortschaften bedeute, es sich aber urkundlich nicht nachweisen lasse, dass damit auch das Presshaus mit den drei nahebeiliegenden Weinbergen der späteren Hoflößnitz urkundlich zu belegen sei.

### Wettinisches Hofweingut

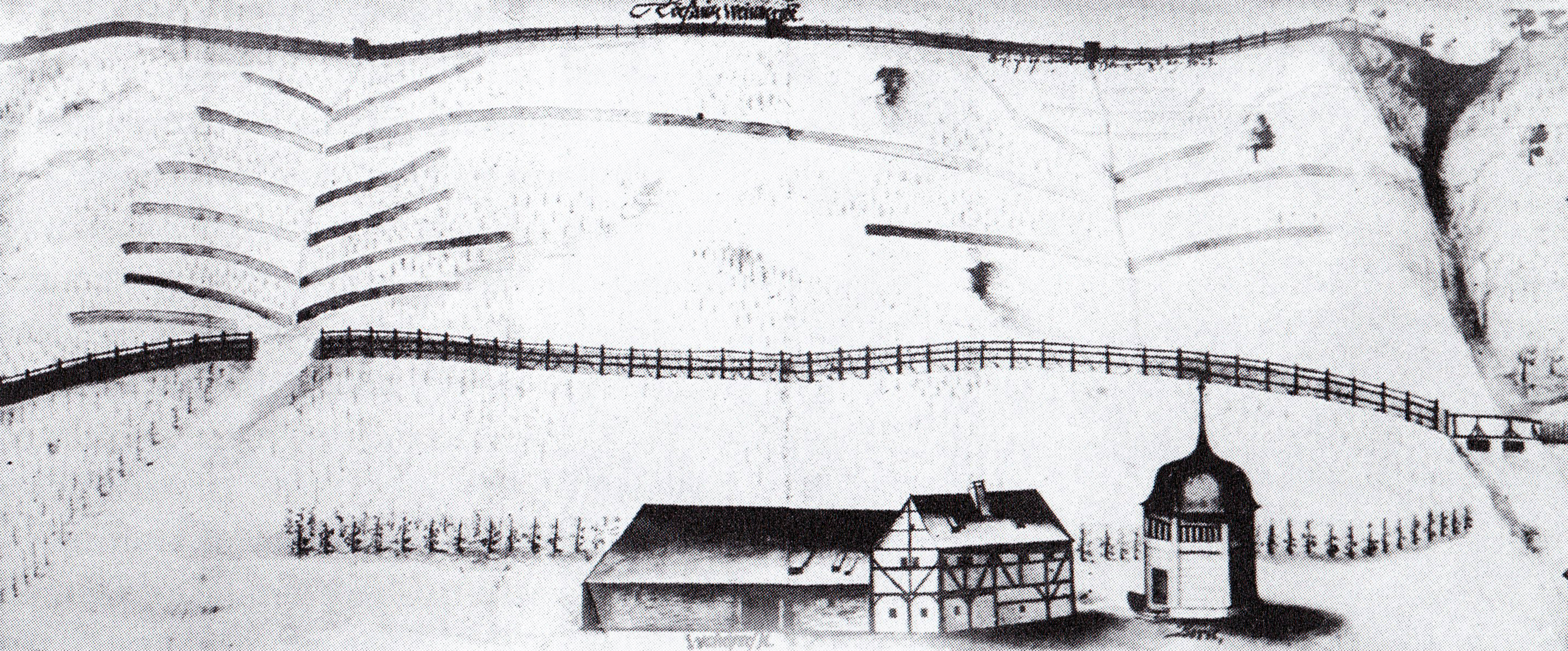
Hoflößnitz um 1620, Zeichnung des Weinmeisters Nicolaus Hofmeister. (Noch vor dem Bau des Berg- und Lusthauses)

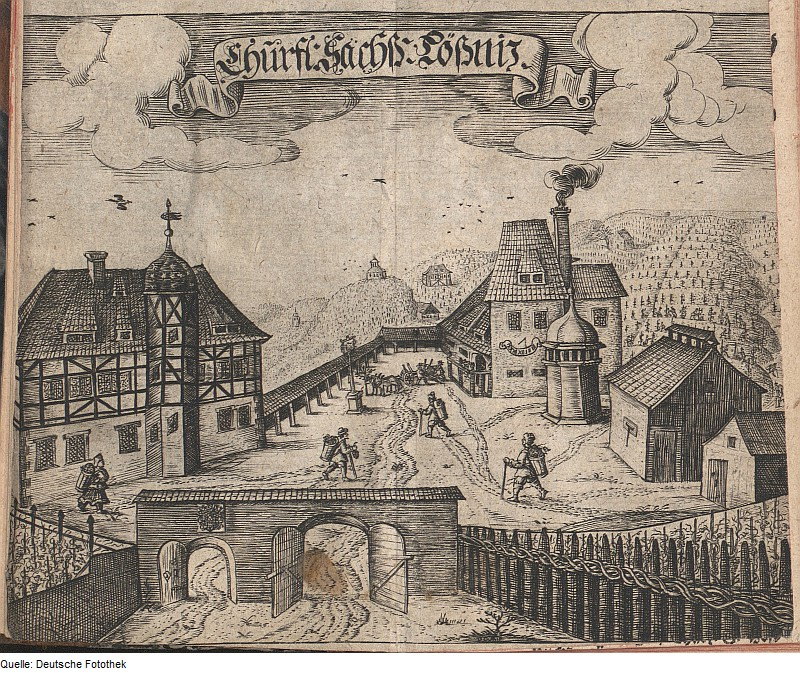
Ansicht Weinberge in der Lößnitz mit Weingut. Johann Paul Knohll: Klein Vinicultur-Büchlein. Frontispiz, 1667. (Der Wendelstein noch in Fachwerk)

Ab 1401 brachten die Wettiner verstreuten Weinbergsbesitz in der Lößnitz für fast fünf Jahrhunderte (bis 1889) unter ihre Kontrolle und konzentrierten den höfischen Weinbau auf dieses Gut. Der heutige Name „Hoflößnitz“ findet urkundlich zum ersten Male mit dem Datum des 14. Januars 1622 seine Erwähnung. In jenem 17. Jahrhundert lag die Hoflößnitz im Zentrum von 6000 Hektar sächsischem Weinanbaugebiet.
Den Kern der Anlage bildete lange Zeit das 1563 beschriebene Presshaus, das mit einer großen Baumpresse ausgestattet war, und bis 1688 den einzigen Weinkeller besaß. Kurfürst Christian I. erließ 1588 die ersten Vorschriften für den sächsischen Weinbau, die Weingebürgsordnung.
Im 17. Jahrhundert kam ein Wohnungsanbau an das bestehende Presshaus für den Bergverwalter hinzu. Ab 1616 führten Fachleute aus Württemberg um den Winzer Jacob Löffler neue Anbau- und Arbeitsmethoden „nach württemberger Art“ ein. Dazu gehörten die Terrassierung der Steillagen durch Trockenmauern, die Zeilenanlage der Rebstöcke sowie der sortenreine Anbau. Bis dahin war im gemischten Satz angebaut worden, was nach der Kelterung den typischen Rotling (Schieler) ergab. Von 1615 bis 1735 vergrößerte sich der kurfürstliche Besitz durch Zukäufe weiterer Weinberge enorm. Bis in das 19. Jahrhundert hinein war der Bergverwalter für zwölf Winzereien (1670: mit 23 Weinbergen) mit ihren Bergvögten verantwortlich. Zwei davon lagen auf der Flur der heutigen Niederlößnitz: es waren dies der Eckberg und ein Weinberg nördlich des Spittelbergs. Der Bergverwalter der Hoflößnitz war direkt dem kurfürstlichen Landweinmeister unterstellt. Geistlich war die höfische Domäne der Kirche zu Kötzschenbroda zugeordnet.
Zur Wasserversorgung des Gutshofes wurde 1625 die Straken-Wasserleitung, eine hölzerne Röhrleitung, von der Wahnsdorfer Höhe herab in Betrieb genommen. Von Wahnsdorfer Quellen gespeist, verlief diese erst durch den eingeschnittenen Grund Straken nach Süden und dann westlich parallel zur Weinbergstraße. Gegen Wasserzins versorgte diese zunächst zwölf Anlieger. Die Hof-Lößnitzer Röhr-Waßer-Ordnung regelte ab 1744 auch juristisch die Nutzung. Ein polygonales Wasserhäuschen mit geschweifter Haube im Innenhof der Anlage sammelte das Röhrwasser (Im Bild von 1667 vor dem rauchenden Schornstein des rechten oberen Bergverwalterhauses). Zudem war auf einer Säule im Innenhof eine Sonnenuhr aufgestellt.
In den Jahren 1648 bis 1650 baute Kurfürst Johann Georg I. mit Hilfe seines Landbaumeisters Ezechiel Eckhardt ein Schlösschen auf das Gut, das dem Übergang von der Spätrenaissance zum Frühbarock zuzuordnen ist und dessen Innenausstattung stilistisch dem Manierismus zugehört. Von den Lößnitz-Weinbergshäusern unterschied es sich äußerlich durch den Turm mit der Wendeltreppe sowie die vergoldete Wetterfahne mit dem sächsischen Wappen. Der Innenausbau war wohl erst gegen 1680 abgeschlossen. Des Kurfürsten Sohn Johann Georg II. feierte dort alljährlich die Weinlese, beschäftigte den schon von seinem Vater geholten Niederländer Albert Eckhout als Hofmaler und veranlasste größere Erweiterungen in der Innenarchitektur sowie Anbauten. Insbesondere auch durch die Hofmaler Wiebel und Schiebling entstand die prächtige Ausstattung des Festsaals mit den beiden seitlich gelegenen Wohn- und Schlafzimmern des Kurfürsten und der Kurfürstin. Ebenfalls um 1650 entstand das Küchen- und Stallgebäude, das heute beidseitig aus dem später daraus erweiterten Kavalierhaus herausschaut.
Von 1657 bis 1807 wurde das Lößnitzer Manual geführt, das die kurfürstlichen Besuche in der Hoflößnitz festhielt: Johann Georg II. war bis zu fünfmal jährlich vor Ort, meist auf dem Weg zur Jagd im Friedewald.

Berliner Meilenblätter (1781–1810): Meißnerischer Weinberg in der Bildmitte, rechts davon an der Postchaussee der Gasthof „Weißes Roß“, am oberen Rand die Hoflößnitz

Ab 1661 war Johann Paul Knohll der Bau- und Bergschreiber auf der Hoflößnitz, der mit seinem Klein Vinicultur-Büchlein ein bis in das 19. Jahrhundert verwendetes Standardwerk zum sächsischen Weinbau schrieb. Nach 1667 wurde der ursprünglich bis oben hin aus Holzfachwerk bestehende Treppenturm zu einem massiven Wendelstein umgebaut. Die westlich des Schlösschens gelegenen Bauten mit Weinkeller, Kellerstube, Winzerwohnung und Stall entstanden 1688. An der Stelle des heutigen Kavalierhauses stand das Küchengebäude. Teile dessen blieben 1843 beim Bau des späteren Bergverwalterhauses bestehen.

Winzerfest zur Zeit Augusts des Starken im Schloß Hoflößnitz. Johann Christoph Jünger, 1746.

August der Starke lud seine Jagdgesellschaften nach Hoflößnitz ein und veranstaltete Tanzfeste des Hofes mit Weinausschank. Das erste solche Fest zur Weinlese fand 1715 statt, dem weitere in den Jahren 1719 und 1727 folgten. Nachdem 1710 das Spitzige Haus auf der Höhe über der Hoflößnitz durch die Gräfin Cosel wieder in kurfürstlichen Besitz gekommen war, hegte August erste Pläne für ein weiteres Lustschlösschen auf der Höhe; ausgeführt wurde davon nur der Muschelpavillon. Dafür ließ sein Sohn Friedrich August II. 1749 nach Plänen von Matthäus Daniel Pöppelmann das Spitzige Haus unter Verwendung der älteren Bausubstanz barock umbauen. Eine Jahrestreppe mit geplanten 365 (in Wirklichkeit 390) Stufen führte vom Schlösschen auf die Höhe (Wiederherstellung 1845–1847, saniert 1992 mit 397 Stufen).
Im 17. oder 18. Jahrhundert pflanzten die kurfürstlichen Winzer an einer Südmauer im Weinberg Goldener Wagen einen Rebstock Frühe Leipziger (Prié Blanc), der heute mit einem geschätzten Alter von 250 bis 350 Jahren als viertältester Rebstock der Welt und zweitältester Hausrebstock Deutschlands gilt.

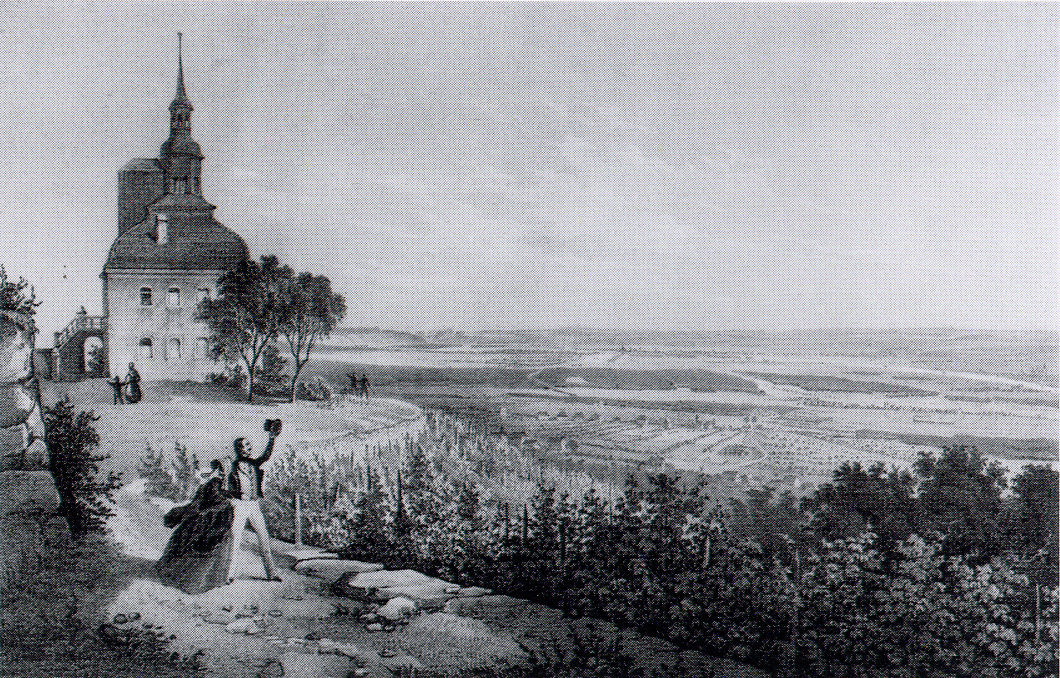
Spitzhaus von der Westseite aus mit Blick nach Dresden, re. unten liegt die Hoflößnitz (Stich Anfang 19. Jahrhundert)

Das Presshaus wurde 1698 erneuert. Im Jahr 1824 abgebrannt, wurde es einschließlich der Wohnung für den Bergvogt in der Folge von dem Landbaumeister Carl Mildreich Barth wieder aufgebaut.
Sowohl die Kurfürsten als auch später die sächsischen Könige nutzten ihren Landsitz in der Lößnitz auch für staatsrelevante Treffen. Das im Sächsischen Staatsarchiv verwahrte Gästebuch für die Privatgemächer im Turmgeschoss des oben auf der Hangkante stehenden Spitzhauses nennt Namen wie Kaiser Joseph II., König Karl X. von Frankreich und König Otto I. von Griechenland. Auch der spätere deutsche Kaiser Wilhelm I. von Preußen war als Kronprinz dort zu Gast.

### Sächsisches Staatsweingut, Reblauskatastrophe

Retzsch, Winzerzug, 1840 (Ausschnitt: Bacchus mit Begleitern)

Im Jahr 1834 wurde das königliche Weingut in ein Staatsweingut umgewandelt. Landbaumeister Carl Mildreich Barth schuf 1843 die Pläne für den spätklassizistischen Bau des Bergverwalterhauses, das Teile des Küchen- und des Stallgebäudes integrierte. Die Ausführung dessen lag dabei bei Karl Moritz Haenel. Für dieses Gebäude bürgerte sich am Beginn des 20. Jahrhunderts die ahistorische, jedoch bis heute verwendete Bezeichnung Kavalierhaus ein.
Der Bau der von 1837 bis 1839 errichteten ersten deutschen Ferneisenbahnverbindung Leipzig–Dresden wurde von beiden Seiten gleichzeitig begonnen. Das 8,18 km lange Teilstück von Dresden-Neustadt bis Weintraube wurde am 19. Juli 1838 feierlich eröffnet, gleichzeitig wurde nahe zur Hoflößnitz auf Höhe des heutigen Haltepunkts Radebeul-Weintraube der erste Anhaltepunkt „zur Weintraube“ auf heutigem Radebeuler Stadtgebiet eingeweiht, einschließlich der ersten Drehscheibe nach dem Leipziger Bahnhof in Dresden. Bis Ende August jenes Jahres hatten bereits 68.000 Fahrgäste die „Dampffahrt“ in die Lößnitz genutzt.
Am 25. Oktober 1840 fand ein großes bürgerliches Winzerfest mit dem Winzerumzug der Weinbau-Gesellschaft statt, der von der Hoflößnitz zum Gasthof Goldene Weintraube führte. Auf dem Fest wurden nicht nur ein Festmahl und Tanz geboten, sondern auch ein bengalisches Feuer auf den Berghöhen der Hoflößnitz und bei Cossebaude auf der anderen Elbseite. Dieser Winzerumzug ist der heute wohl bekannteste in Sachsen, da er von dem in der Oberlößnitz auf seinem Weingut Retzschgut ansässigen Maler Moritz Retzsch in einer Bilderreihe festgehalten und publiziert wurde. Die Bildvorlage von Retzsch beeinflusste alle folgenden Umzüge. Eine in den 1950er Jahren kolorierte Version der Retzsch’schen Bilderfolge wird im Weinbaumuseum ausgestellt. Sie gab das Vorbild für die Winzerzüge ab 2011.
Von 1846 bis 1851 fanden Ablösungsrezeßverhandlungen zwischen der Spezialkommission für Ablösung und Gemeinheits-Teilung sowie zwölf namentlich benannten, „zur Lieferung von Zinsdünger an die Dominialkellerei [der Hoflößnitz] verpflichteten Grundstücksbesitzer[n] zu Naundorf und Zitzschewig“ statt, aus jedem Ort sechs Bauerngutsbesitzer. Ziel war es, die seit mindestens 1170 ohne Vergütung zu liefernden Naturalzinsen von jährlich 42 Fudern Dünger in eine geldliche Rentenzahlung an die Staatskasse umzuwandeln. Ebenfalls 1846 wurde festgelegt, dass die von Bewohnern Kötzschenbrodas, Fürstenhains, Serkowitz’, Radebeuls, Micktens, Übigaus, Trachaus, Reichenbergs, Dippelsdorfs, Naundorfs und Zitzschewigs jährlich in der Hoflößnitz zu leistenden 200 Weinlesetage durch einen Einmalbetrag sowie durch jährliche Rentenzahlungen an die Kasse des Dresdner Rentamts abzulösen seien. Die jeweiligen Einmalbeträge und die jährlichen Zahlungen richteten sich je Gemeinde nach den jeweiligen Anteilsverhältnissen.
Nach Hofmann 1853 hatte die Hoflößnitz als „besonderes unmittelbares Dresdn. Amtsörtchen“ eine Größe von 80 Scheffel, was etwa 22 Hektar entspricht. Zusammen mit den Amtsweinbergen in Pillnitz und Cossebaude unterstanden sie einem königlichen Amtsberginspektor.
In den 1880er Jahren richtete die Reblauskatastrophe in der Lößnitz schwere Schäden in den Weinbergen an. Im Sommer 1887 wurde amtlicherseits die Durchseuchung der Böden festgestellt, wonach gemäß einem Reichsgesetz von 1875 die Vernichtung der Rebanlagen zu folgen hatte. Im Mai 1888 beschloss die sächsische Regierung die Aufgabe des Weinbaus in der Hoflößnitz sowie den Verkauf der fiskalischen Weinberge.

### Verkauf der Weinberge und der Gutsanlage an Privat

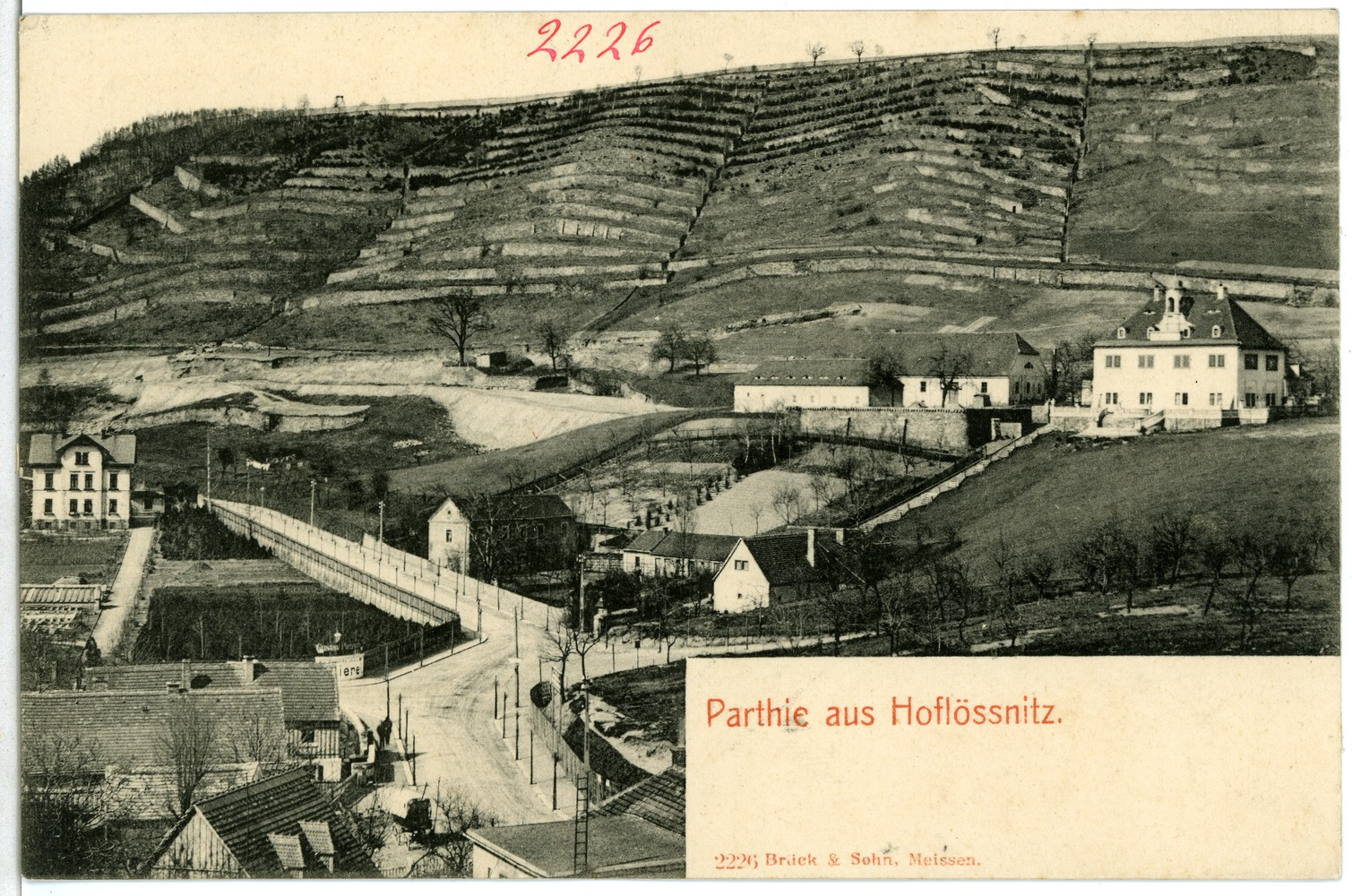
Hoflößnitz, 1901. Links des Haupthauses das Presshaus und das Wirtschaftsgebäude, oben links an der Treppe die bastionsartige Substruktion, auf der sich heute die Kastanienterrasse befindet. Unten an der Treppe rechts das Winzerhaus und links der Holzhof. Im Hintergrund die aufgelassenen Weinberge.

Im Jahr 1889 wurde das Weingut parzelliert und versteigert, ebenso wie viele Teile des beweglichen Inventars. Viele der ehemaligen Weinbergsflächen wurden in der Folgezeit mit Villen bebaut. Die Gutsanlage selbst kam nach zwei Besitzerwechseln 1899 in die Hände des russischen Generals und Gesandten am sächsischen Hof, Graf Boris Sukanov-Podkolzin (auch Suckanoff-Podkolzine). Dieser ließ auf das Berg- und Lusthaus nach Süden zum Tal hin einen sehr groß dimensionierten, verblechten Neorokoko-Turmaufbau aufsetzen. Und vor das Haupthaus, zum Tal hin, wurde eine Balustrade mit einer Freitreppe vorgebaut. Zusätzlich erhielt das Hoftor ein neobarockes Gitter.
Bereits im Jahr 1900 verstarb der General, und neue Besitzerin wurde seine Erbin, die in St. Petersburg lebende Gräfin Anna von Zolotoff. Da ihr das im fernen Sachsen liegende Schlösschen wenig bedeutete und sie den Verkauf des nur für gelegentliche Sommeraufenthalte genutzten Anwesens erwog, bestand erneut die Gefahr der weiteren Parzellierung auch noch der Restflächen des ehemals weitläufigen Weinguts. Der Oberlößnitzer Bebauungsplan sah rundherum die Bebauung mit Villen vor, von denen 1905 die Villa Franziska nahebei in der Hoflößnitzstraße 58 entstand. Was mit dem restlichen Areal geschehen konnte, hatte die Entwicklung der Villenkolonie Altfriedstein gezeigt, einschließlich des Eingriffs in die jahrhundertealte Bausubstanz eines herrschaftlichen Gebäudes.

### Retter des Bestands: Der Hoflößnitz-Verein

Schloss Hoflößnitz, um 1910 (Vor der Rückstilisierung durch Emil Högg)

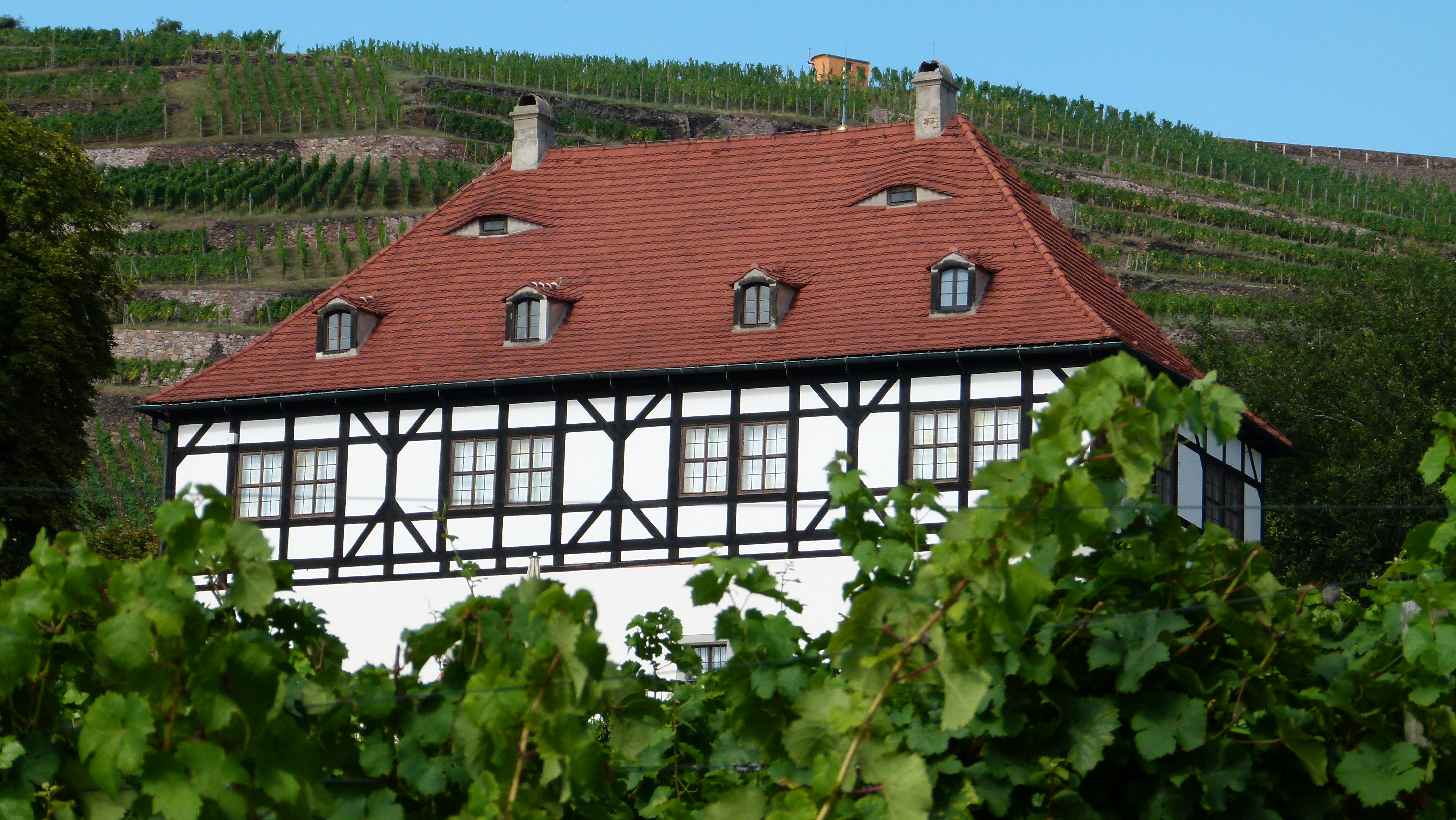
Zum Vergleich: Lust- und Berghaus heute

Im Jahr 1912 stand dann der Kern der Hoflößnitz, ein 2,8 Hektar großes Anwesen mit der Weingutsanlage, ein weiteres Mal zum Verkauf.
Um der weiteren Zerschlagung der Restflächen mit der Folge weiterer Zersiedlung wie auch der Zerstreuung noch vorhandener Kunstwerke entgegenwirken zu können, gründeten interessierte Bürger den Hoflößnitz-Verein. Am 20. März 1912 nahm der in der Grundschänke gegründete Verein unter der Leitung des aus Oberlößnitz stammenden Geheimen Finanzrats Georg Friedrich Haase seinen Sitz in der Oberlößnitz. Lippert wurde stellvertretender Vorsitzender und Beschorner Schriftführer; mit dabei war auch der Oberlößnitzer Gemeindevorstand Bruno Hörning als Schatzmeister. Der Vereinszweck bestand laut Satzung darin,

„das kunstgeschichtlich überaus wertvolle, namentlich in seiner Ausschmückung einzigartige ehemals kurfürstliche Weinbergsschlösschen Hoflößnitz mit dem es umgebenden Gelände aufzukaufen, instandzusetzen und zu erhalten, sowie ein im Erdgeschoss unterzubringendes Museum der Geschichte der Lößnitzorte und des sächsischen Weinbaues ins Leben zu rufen.“

Dem durch die Unterstützung des Historikers Woldemar Lippert, Vorstandsmitglied im Königlich-Sächsischen Altertumsverein, bald auf 120 Mitglieder angewachsenen Verein gelang innerhalb kurzer Zeit, einen Großteil der für den Erwerb und die Sanierung notwendigen Mittel in Höhe von 350.000 Mark insbesondere durch Spenden aus den Reihen der Industrie einzuwerben.
Nach dem Erwerb der Anlage (das Spitzhaus konnte nicht mit zurückerworben werden) sowie der östlich gelegenen Flächen (insbesondere der Schlossberg) im Juli 1912 wurde die bauliche Leitung dem Architekten und Vorstandsmitglied Emil Högg übertragen, der sich im selben Jahr im benachbarten Radebeul niederließ. Seine Aufgabe war die Sicherung der jahrhundertealten historischen Substanz, der notwendige Rückbau auf die historische Stilisierung sowie die nach damaligen Vorstellungen denkmalgerechte Sanierung. Unterstützung für die Restaurierung der schadhaften Wand- und Deckengemälde fand er bei dem Dresdner Maler Gustav Löhr.
Mit dem Aufbau des Heimatmuseums wurde der Niederlößnitzer Schuldirektor Emanuel Erler beauftragt. Dieser leitete die Ortsgruppe des Vereins für sächsische Volkskunde, mit der er auf der Kötzschenbrodaer Gewerbeausstellung von 1909 bereits eine Ausstellung der örtlichen Weinbaugeschichte ausgestellt hatte. Insbesondere auch wegen der Ermunterung durch König Friedrich August III. wollte Erler diese Ausstellung zu einer Dauerpräsentation werden lassen.
Die bautechnischen Untersuchungen hatten ergeben, dass das Weinbergsschlösschen sehr viel baufälliger war als vermutet. Durch die unsachgemäße Aufsetzung des überdimensionierten Dachreiters auf der Südseite war die Dachkonstruktion so stark verformt, dass eingedrungenes Regenwasser die Deckengemälde des Festsaals beschädigt hatte. Dazu kam, dass das wohl im 18. Jahrhundert verputzte Fachwerk im Obergeschoss stark geschädigt war. Höggs Maßnahmen wie der Abbau des Dachturms, die Freistellung des Fachwerks und der Austausch von Balken retteten das Bauwerk und versetzten es zugleich im Äußeren in eine der Erbauungszeit von 1650 gemäße Form. Zusätzlich wurde auch die Balustrade wieder abgebrochen und das neobarocke Tor ausgebaut. Alle diese Bauausführungen lagen in den Händen der Bauunternehmung Hörnig & Barth. Die historisch angemessene Restaurierung war so aufwendig, dass sie das Vereinsvermögen aufzehrte. Zudem rief das äußere Aussehen Proteste in der Bevölkerung hervor, die sich ein Schlösschen eben nicht wie ein schlichtes Winzerhaus vorstellte. Die Spendenquellen versiegten in kurzer Zeit.
Im Jahr 1913 wurde die Vereinigung zur Förderung des Weinbaus in der Lößnitz gegründet, die unter der Leitung des Önologen Carl Pfeiffer begann, die Lößnitz mit der 1905 eingeführten Pfropfrebe wieder aufzureben.
Kostspielige Fehlentscheidungen von Haase kosteten diesen seinen Platz, er wurde zum Rücktritt gezwungen. Eine Steuernachforderung 1914 führte die faktische Insolvenz herbei. Nachdem nach dem Beginn des Ersten Weltkriegs einige Vereinsvorstände zum Kriegsdienst eingezogen worden waren, besorgte der Oberlößnitzer Gemeindevorsteher und Vereinsschatzmeister Hörnig die Geschäfte des Vereins. Die Schuldenlast führte drei Jahre nach der Gründung zum geordneten Konkursverfahren des Vereins. Um das Erreichte zu sichern, leitete Hörnig zum Februar 1915 das Konkursverfahren über den Verein ein; im Juni 1915 erwarb Oberlößnitz als Hauptgläubiger für wesentlich weniger Geld, als der Verein bezahlt hatte, das inzwischen instandgesetzte und in seinem Wert gestiegene Hoflößnitz-Anwesen.
Der Hoflößnitz-Verein wurde damit zum „Retter der Hoflößnitz“, sein Konkurs, „ein Makel in den Augen der Zeitgenossen, erscheint aus dem Abstand eines Jahrhunderts als Marginalie.“

### Kommunaler Besitz: Lokales Denkmalschutzgesetz und Beginn der Rekultivierung des Weinbaus

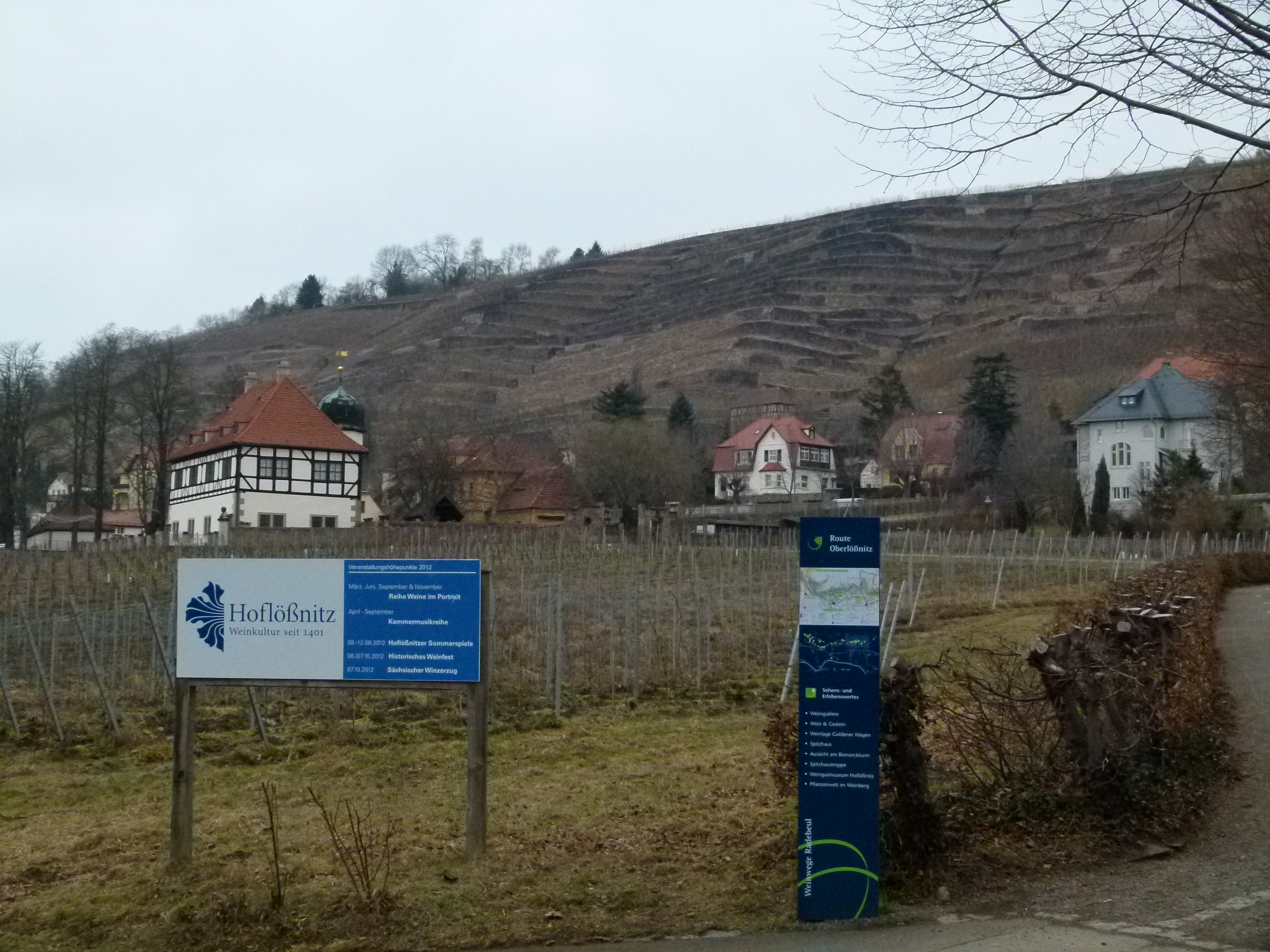
Schlossberg und Hoflößnitz, Villenbebauung an der Hoflößnitzstraße (re.)

Die Gemeinde erhielt bei der Übernahme die staatliche Auflage, das Anwesen denkmalgemäß zu pflegen und künftige Bodenspekulationen mit dem Hoflößnitzanwesen zu unterbinden. Oberlößnitz erließ somit noch im selben Jahr 1915 ein Ortsgesetz gegen die Verschandelung der Hoflößnitz nebst Anlagen und Umgebung, um die weitere Aufteilung der Kernflächen des ehemals königlichen Weinguts Hoflößnitz gegen Zersiedlung zu schützen. Grundlage war das sächsische Gesetz gegen Verunstaltung von Stadt und Land von 1909.
Im Jahr 1916 übernahm Carl Pfeiffer die Leitung der bei der Hoflößnitz angesiedelten Rebenveredlungsstation, aus der nach Übernahme durch den Landeskulturrat 1927 die freistaatliche Weinbau-Versuchs- und Lehranstalt hervorging. Pfeiffer setzte sich auch für die Steigerung der Qualität des Lößnitz-Weins ein und führte die mineralische Vorratsdüngung ein. Das Sächsische Wirtschaftsministerium baute 1927 am Fuß der Spitzhaustreppe einen Verwaltungssitz der Anstalt, in der auch die staatliche Winzerschule betrieben wurde.
Im sogenannten „churfürstlichen Zimmer“ am Westende des Wirtschaftsgebäudes (Winzerhaus) wurde 1919 eine Gaststätte eröffnet, die bis 1938 betrieben wurde.
Die durch den Ersten Weltkrieg unterbrochenen Baumaßnahmen wurden nach dem Krieg wiederaufgenommen. Der Architekt Emil Högg plante bereits im Februar 1913 den nach Norden zeigenden Westteil des Winzer- und Stallgebäudes zum zweigeschossigen Wohnhaus umzubauen; die Baugenehmigung dazu konnte jedoch erst 1920 eingereicht werden. Die Bauleitung der Ausführung lag bei Ferdinand Severitt, der diese im Zuge der damals möglichen Notstandsarbeiten durchführte. Dazu wurde der alte Baukörper abgebrochen, wobei alte Kellerräume zum Vorschein kamen. Auf diesen wurde das neue Wohnhaus mit zwei Wohnungen in einem verhalten modernen Baustil des Jahrhundertanfangs, getragen „vom Geist der Rücksichtnahme auf historisch Gegebenes“, erstellt, mit einem zurückgesetzten Obergeschoss, dessen Firstlinie in Fortsetzung des Firstes des links anschließenden Altbaus verläuft. Die Quergliederung des Neubaus erfolgte über eine bandartige, schmale Dachfläche zwischen den Geschossen, die von der Sohlbank der Obergeschossfenster ausgeht. Dazu wurden alle Fenster durch Klappläden eingefasst.
Das Kavalierhaus wurde im Äußeren lediglich durch das Einbrechen einer Tür auf der Rückseite verändert. Auch die Grundrisse blieben größtenteils. Jedoch wurde das Dachgeschoss für Wohnzwecke ausgebaut, wofür in die Dachhaut zwei neue Gauben eingesetzt wurden. Diese Arbeiten leitete ebenfalls der Baumeister Severitt, die Höggschen Pläne dazu stammten von 1921. Alle Umbauten zu Wohnzwecken erfolgten mit dem Ziel, durch Vermietung von Wohnraum zu dauerhaften Mieteinnahmen für die Hoflößnitz zu kommen.
Die Gemeinde Oberlößnitz richtete zu Pfingsten 1924 ein Heimat- und Lößnitzmuseum im Schlösschen ein (Heimathaus Hoflößnitz); unterstützt wurde sie dabei durch den ersten sächsischen Landeskonservator Walter Bachmann, der 1919 in die Lößnitz gezogen war. Zu Pfingsten 1924 eröffnete die Jugendherberge Oberlößnitz im Dachgeschoss des Schlösschens ein Bettendomizil mit 40 Schlafplätzen. Die Jugendherberge durfte das Dachgeschoss bis 1935 nutzen, als das Stadtweingut geschaffen wurde.

### Stadtweingut Radebeul
Nach der Eingemeindung von Wahnsdorf und Oberlößnitz 1934 war die Stadt Radebeul Eigentümer von Lößnitz-Weinbergen. Der damalige Oberbürgermeister Heinrich Severit richtete 1935 das Stadtweingut Radebeul ein, dessen Sitz im traditionsreichen, ehemals königlichen Weingutsanwesen Hoflößnitz eingerichtet wurde. Im Rahmen der damals möglichen Notstandsarbeiten rekrutierte Severit 1936 Arbeitskräfte zur Rekultivierung und Aufrebung der wegen der Reblauskatastrophe gerodeten Weinberge. Der Stadtwinzer Ludwig Gleich nutzte in den ersten Jahren insbesondere Arbeiter des Reichsarbeitsdienstes. Nach dem Erwerb des Goldenen Wagens erfolgte dort im Oktober 1938 die erste Lese, 50 Jahre nach der Rodung der damaligen Kameralweinberge.
Im Jahr 1938 wurde in der Hoflößnitz die Sächsische Weinbaugenossenschaft gegründet.
Die Neuanlagen erfolgten mit gepfropften Weinstöcken hauptsächlich der Sorten Müller-Thurgau, Riesling, Ruländer, Veltliner, Silvaner, Neuburger, Traminer, Gutedel, Spätburgunder beziehungsweise Portugieser. Der Grundbesitz des Stadtweinguts war 1941 über 16 Hektar groß; die landwirtschaftlichen Flächen wurden während des Zweiten Weltkriegs vorwiegend durch Zwangsarbeiter bewirtschaftet.
Zwischenzeitlich wurde die Hoflößnitz im Zweiten Weltkrieg als Kriegsgefangenenlager für Soldaten der Roten Armee genutzt. Nach dem Krieg, den die Hoflößnitz unversehrt überstanden hatte, wurde sie zum Sitz der sowjetischen Besatzungsmacht (1. Gardepanzerarmee), für den 1949 eine heute denkmalgeschützte Blockstation am Fuß des südwestlichen Tores errichtet wurde.
Im Jahr 1946 ergaben die bewirtschafteten Weinberge 9,46 Hektar Rebfläche, die einer Grundstücksübersicht zufolge von West nach Ost aus den folgenden Weinbergen bestand: Altfriedstein, Steinrücken (bei der Friedrich-August-Höhe), Goldener Wagen, Schlossberg (Hausberg der Hoflößnitz), Perle, Hölle, Ballberg, Hermannsberg, Albertsberg und Ravensberg. Der Ertrag wurde zeitweilig durch die Sowjetische Militäradministration beschlagnahmt. Pläne im Jahr 1946 zur Einrichtung eines Hotels im Kavalierhaus wurden nicht umgesetzt.
Im Jahr 1947 betrug die Flächengröße des Stadtweinguts einschließlich noch brachliegender Berge knapp 29 Hektar, von denen knapp 3,3 Hektar gepachtet waren.
Am 1. Oktober 1949 verblieb das Heimathaus Hoflößnitz mit seinem Museumsgebäude, dem Berg- und Lusthaus, in der Rechtsträgerschaft der Stadt Radebeul, während der sonstige Betrieb des Stadtweinguts abgelöst wurde.

### Volksweingut Lößnitz, Weinbau Radebeul
Das Stadtweingut Radebeul und das Staatsweingut des Landes Sachsen gingen beide am 1. Oktober 1949 in die Rechtsträgerschaft der Zentralen Vereinigung Volkseigener Güter (ZVVG) Südost über. Diese unterstand dem Ministerium für Land- und Forstwirtschaft des Landes Sachsen. Hinzu kamen die Stadtweingüter von Dresden und Meißen sowie einige enteignete Betriebe von Privatwinzern. Aus der Vereinigung beider Weingüter entstand das Volkseigene Gut Weinbau „Lößnitz“. Als Sitz des Volksweinguts wurde das Weingut Paulsberg im Stadtteil Zitzschewig bestimmt, das seit 1940 der Staatsgüterverwaltung der sächsischen Landesregierung gehörte. Neben dem Weinbau „Lößnitz“ blieb in der Region nur noch die Winzergenossenschaft in Meißen als Erzeugerbetrieb bestehen.
Das Volksweingut bewirtschaftete 1952 an landwirtschaftlicher Nutzfläche 39,1 Hektar, von denen 23,4 Hektar Weinbergsflächen waren. Ebenfalls im Jahr 1952 wurde deren erster Sekt mittels Flaschengärung hergestellt (Marke Sachsengold).
Im Jahr 1954 wurde daraus das VEG(B) Volksweingut, das der Abteilung Volkseigene Güter des Rats des Bezirks Dresden zugehörte. Ab 1963 gehörte es dann als VEG(Z) Weinbau Radebeul zum VVB Saat- und Pflanzgut Quedlinburg.
Die Rebflächen sowie die baulichen Anlagen des 1952 enteigneten Haus Barnewitz gehörten danach ebenfalls zum Volksweingut. Ab 1955 nahm das Volksweingut erste größere Neuaufrebungen vor.
Aufgrund der Planung des Rats der Stadt Radebeul vom April 1958, künftig auch Sekt im Großtank-Hochdruck-Gärverfahren herzustellen, erhielt das Volksgut das Anwesen von Wackerbarths Ruhe, auf dem von 1967 bis 1969 neben den historischen Schlossanlagen eine neue Wein- und Sektkellerei nebst einer Abfülllinie errichtet wurde. Mit der Erweiterungsplanung ging eine Umsatzplanungserhöhung von 3 auf 11 Millionen Mark einher. Die neue, teilweise vollautomatisch arbeitende Anlage sollte eine Jahresproduktion von 4,3 Millionen Flaschen Sekt ermöglichen, deren Grundweine jedoch nicht aus eigener Produktion stammten, sondern von auswärts herangeschafft wurden.
In der Folgezeit entwickelte sich das Volksweingut, auch durch Übernahme weiterer Weinberge sowie durch Flächenarrondierungen, zum mit etwa 80 Hektar größten Weinbaubetrieb des Elbtals. So gehörten 1974 sechs Betriebsteile dazu, die im Raum Radebeul 32,5 Hektar, um Meißen herum 10,5 Hektar (Meißner Stadtweingut), in Seußlitz (bei Nünchritz) 33,5 Hektar und in Cossebaude 3,5 Hektar Weinbergsflächen bewirtschafteten. Anbausorten waren insbesondere Müller-Thurgau, Riesling, Weißer Burgunder, Traminer sowie Ruländer. Nach Werte unserer Heimat sollen 1970 insgesamt 136 Hektar Rebland zum Weingut gehört haben, zu voriger Liste kommen in der Auflistung noch Flächen in Diesbar und im Spaargebirge hinzu. Die Weinbergsflächen in Diesbar-Seußlitz waren noch vor der Bodenreform zusammen mit dem dortigen Rittergut und dem Schloss als Kommunales Wirtschaftsunternehmen (KWU) der Stadt Dresden zugeeignet worden. Später gingen die Weinberge an das Volksweingut, das 1959 auf Flachlagen zwischen Heinrichsburg und Goldkuppe Aufrebungen nach dem System der Lenz-Moser-Erziehung vornahm.
In den Jahren 1974 bis 1977 wurden Schloss Wackerbarth und Teile der Gartenanlage renoviert. Ab 1977 erfolgten umfangreiche Erhaltungsarbeiten an den durch Alterung und zweckentfremdete Nutzung heruntergekommenen Gebäuden der Hoflößnitz.
Im April 1974 übernahm das Volksweingut die 1972 enteignete, nahegelegene Sektkellerei Bussard, die bis 1978 noch zur handwerklichen Herstellung von Sekt in Flaschengärung genutzt wurde. 1978/1979 wurde die traditionelle Flaschengärung eingestellt und die letzten noch verbliebenen Bussard-Mitarbeiter in die Massensektproduktion auf dem Gelände von Wackerbarthsruhe umgesetzt. Das dort praktizierte Tankgärverfahren für die Massenherstellung von Billigsekt hatte Priorität gegenüber der in Bussard mit viel Handarbeit praktizierten klassischen Flaschengärung, die zwar höhere Sektqualitäten lieferte, jedoch kostenintensiver war. Bis 1981 erhöhte sich der Sektausstoß von 25.600 auf 36.500 Hektoliter. Die geschützten Marken waren Schlossberg (nach dem Hausberg der Hoflößnitz) und Schloß Wackerbarth, 1985 wurde dann noch die Sektmarke Graf Wackerbarth eingeführt.

### Städtisches Weingut, Stiftung Weingutmuseum Hoflößnitz, Sächsisches Weinbaumuseum

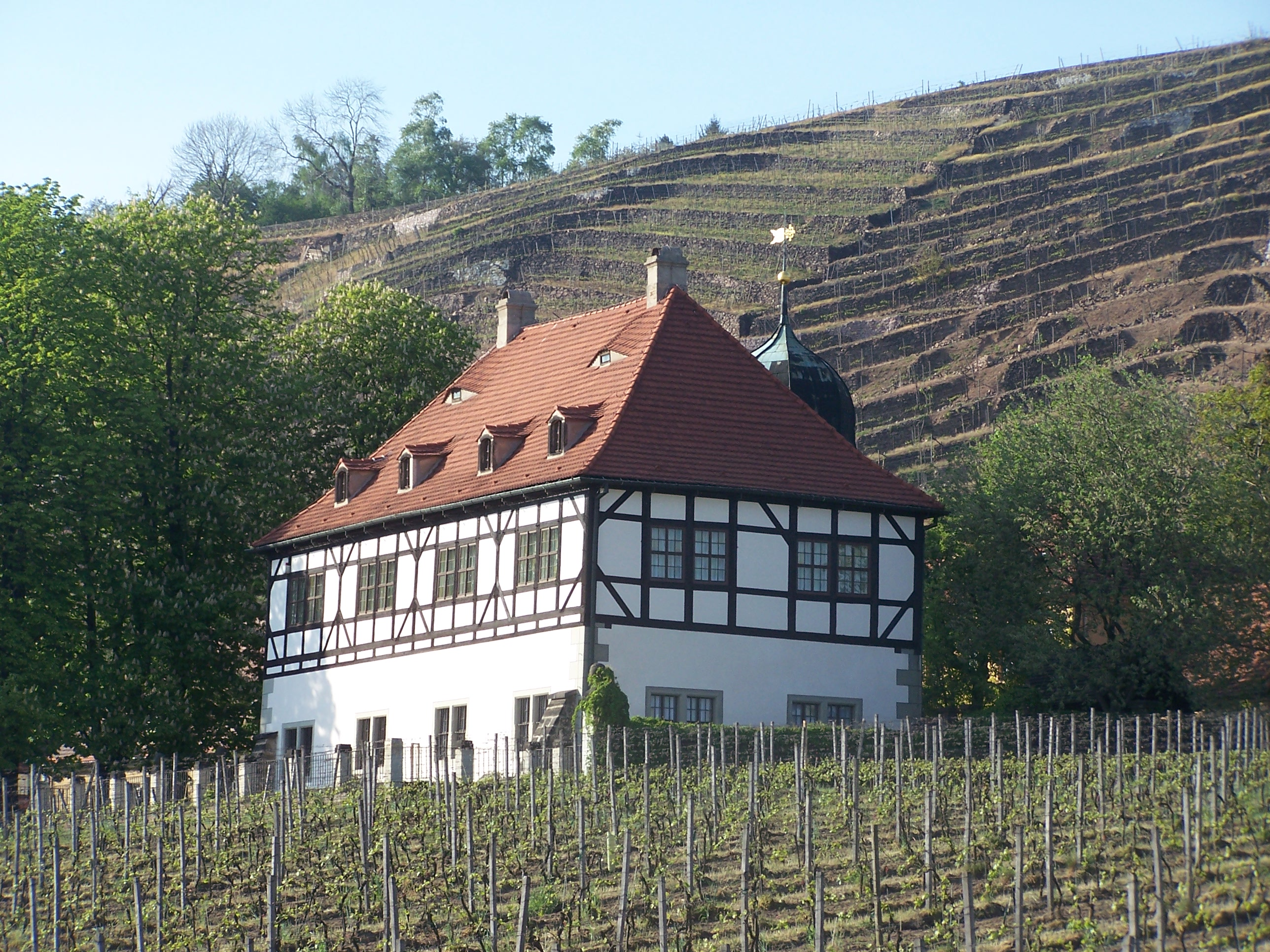
Lust- und Berghaus mit den Steillagen im Hintergrund (Weinberg Goldener Wagen), davor der gutseigene Schlossberg

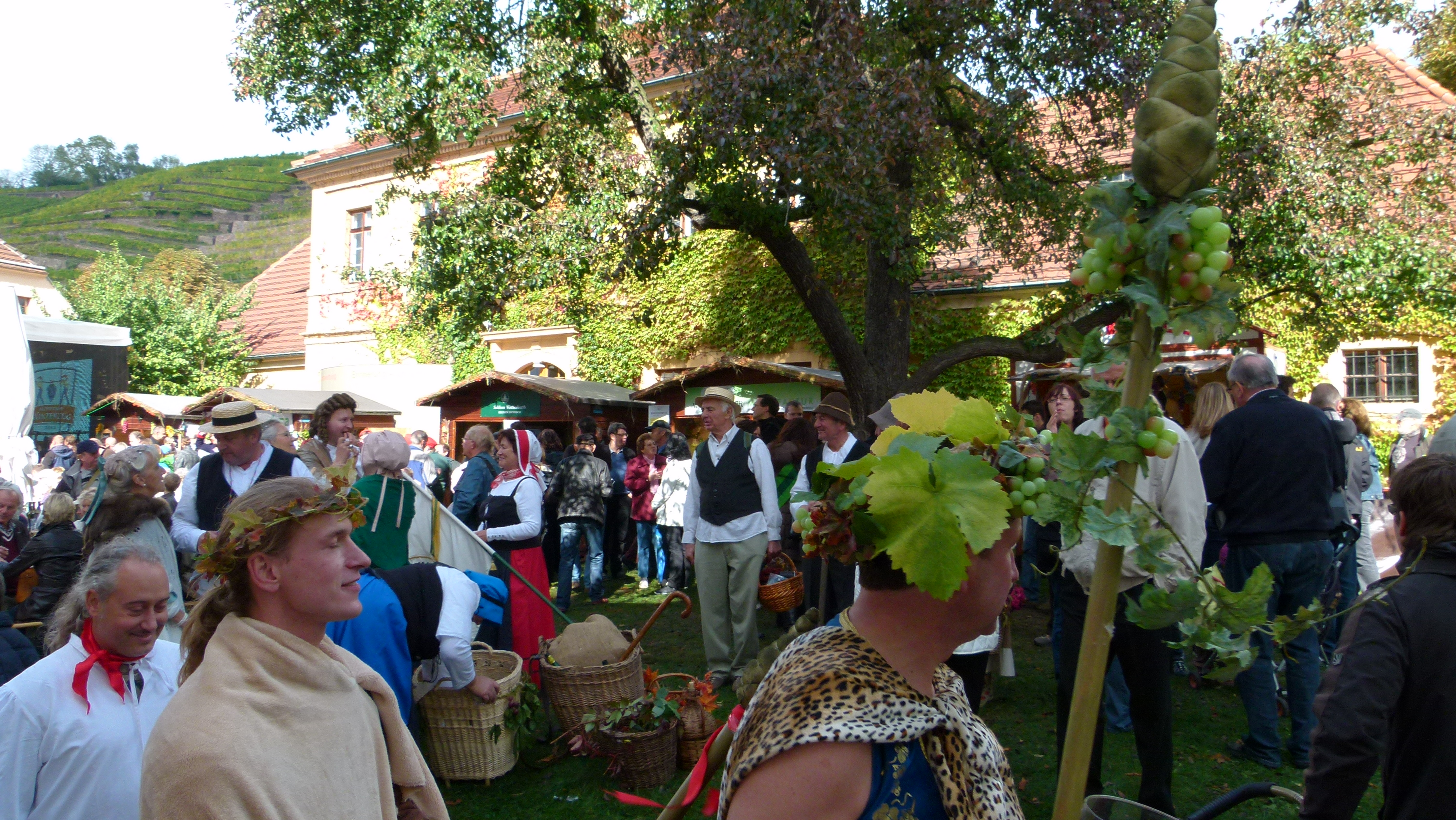
Weinfest 2012, im Publikum sind kostümierte Teilnehmer des Winzerzugs zu sehen (im Vordergrund der Bacchus).

Im Juli 1990 wurde das Volkseigene Gut zur Weinbau Radebeul – Schloß Wackerbarth GmbH umgewandelt. Das Land Sachsen übernahm im April 1992 das Schloss Wackerbarth, während das in das Volksweingut eingebrachte Stadtweingut Radebeul als städtisches Weingut Hoflößnitz wieder abgetrennt und in städtisches Eigentum übertragen wurde. Damit war der Weg frei für eine grundlegende Sanierung, Reaktivierung des Weinbaus, Überarbeitung des Museums sowie eine touristische Nutzung (Führungen durch das Schlösschen, Museum und das Weingut mit Weinproben, Weinverkauf und Ausschank). Im Jahr 1994 wurde wieder eine Weinstube eröffnet – am gleichen Ort, wo sich schon zwischen 1919 und 1938 eine solche befunden hatte: in der ehemaligen Winzerwohnung, die zu Zeiten der Gaststätte churfürstliches Zimmer genannt wurde. Die unteren Räume des Kavalierhauses wurden 1995 restauriert. Sie dienen seitdem für Veranstaltungen oder auch Weinverkostungen; rechts des Eingangs liegt die Museumskasse mit dem Weinverkauf, links befindet sich ein Museumsraum, in dem 2010 die Ausstellung Erinnerung + Verantwortung. Sächsischer Weinbau im Nationalsozialismus eröffnet wurde, mit der an die Zwangsarbeiter im sächsischen Weinbau zur Zeit des Nationalsozialismus erinnert wird.
Die Stadt als Eigentümer brachte 1997 das Anwesen in eine gemeinnützige, rechtsfähige Stiftung bürgerlichen Rechts mit der Bezeichnung Stiftung Weingutmuseum Hoflößnitz ein, die im März 1998 vom Regierungspräsidium Dresden genehmigt wurde. Daneben wird die Weingut und Weinstube Hoflößnitz Betriebsgesellschaft mbH betrieben, die die kommerziellen Interessen bündelt. Mit der Umwandlung des Städtischen Museums Hoflößnitz in das Weingutmuseum Hoflößnitz wurde der Kunstbestand aufgeteilt: Der weinspezifische Teil verblieb bei der Hoflößnitz, die sonstigen Kunstwerke gingen in den Bestand der Städtischen Kunstsammlung über, die der Stadtgalerie Radebeul am Anger von Altkötzschenbroda angegliedert ist.
Im Jahr 2001 erschien mit der von dem Kunsthistoriker und ehemaligen sächsischen Landeskonservator Heinrich Magirius herausgegebenen Publikation 600 Jahre Hoflößnitz: Historische Weingutanlage das wohl umfangreichste Standardwerk zur Hoflößnitz.
Anlässlich der sachsenweiten Veranstaltung 850 Jahre Weinbau in Sachsen wurde 2011 das Weingutmuseum Hoflößnitz zum Sächsischen Weinbaumuseum Hoflößnitz aufgewertet. Das Museum ist Mitglied bei ICOM Deutschland. Ebenfalls im Jahr 2011 wurde durch die Stiftung Weingutmuseum Hoflößnitz der historische Winzerzug von Moritz Retzsch aus dem Jahr 1840 nach historischer Vorlage wieder ins Leben gerufen; lediglich die Richtung des Winzerzuges wurde umgedreht, um in der Hoflößnitz enden zu können. Seit Oktober 2012 wiederholt sich die Veranstaltung, 2015 wurde sie anlässlich des Doppeljubiläums 300 Jahre Sächsischer Winzerzug und 25 Jahre Deutsche Einheit als Deutscher Winzerzug durchgeführt, unter Beteiligung der zwölf weiteren deutschen Weinbaugebiete.

## Historische Weingutsanlage mit Weingut und Weinbaumuseum

### Weingut

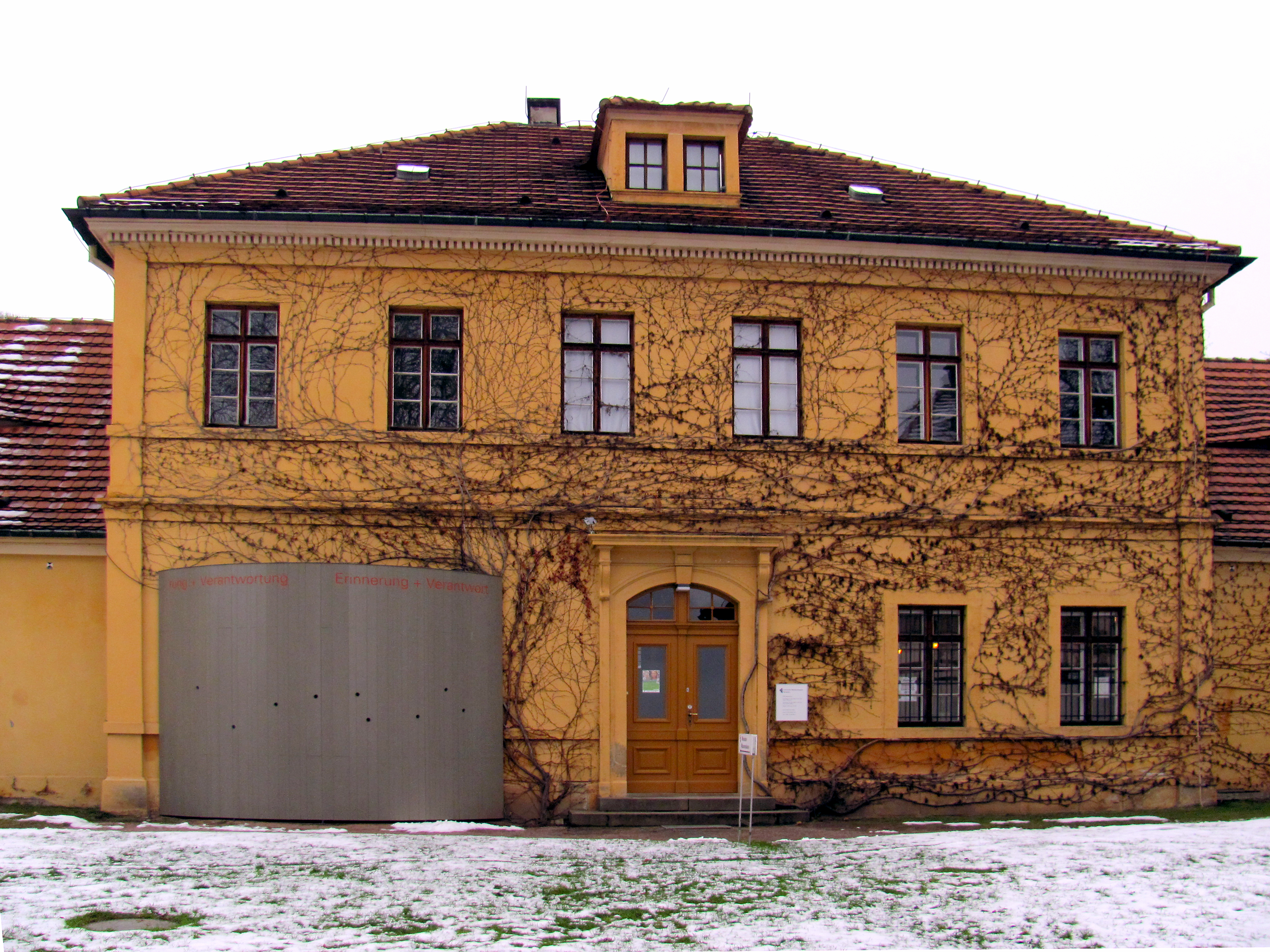
Vinothek und Museumskasse auf der rechten Seite des Kavalierhauses, links die Erinnerungswand an die Ausstellung Erinnerung + Verantwortung von 2010

Das Weingut Hoflößnitz gehört zur Großlage Radebeuler Lößnitz. Alle Weine der Lage Radebeuler Goldener Wagen des heutigen, nach 1992 restaurierten Weinguts Hoflößnitz stammen aus ökologischem Anbau, so auch die um das Bennoschlösschen, dem einzigen Renaissance-Herrenhaus der Umgebung. Ebenso werden der Paulsberg aus der Lage Radebeuler Johannisberg und der seit April 2008 wiederaufgerebte Steillagen-Weinberg Friedensburg, der zum Radebeuler Steinrücken zählt und dem Spätburgunder vorbehalten ist, vom städtischen Weingut nach ökologischen Aspekten bewirtschaftet.
Produziert werden auf 8 Hektar Rebfläche Weine aus den klassischen Rebsorten Riesling, Weißburgunder, Spätburgunder, Grauburgunder und Traminer, aber auch neuere, pilzwiderstandsfähige Sorten wie Johanniter, Solaris und Regent. Auch ein Rotling wird erzeugt. Ausgebaut wird trocken oder halbtrocken; in der Regel werden Prädikate bis zur Spätlese erzielt. Im Jahr 2011 wurde ein Durchschnittsertrag von 61,7 Hektolitern/Hektar erzielt.
Darüber hinaus bietet die Hoflößnitz auch Weine kleiner Winzer vom Krapenberg in Zitzschewig aus der Lage Radebeuler Johannisberg an.
Im Jahr 2010 wurde die Hoflößnitz vom Deutschen Weininstitut als Höhepunkt der Weinkultur ausgezeichnet. Zusammen mit Schloss Wackerbarth gibt es zum Zeitpunkt Ende 2012 zwei solche Auszeichnungen für das sächsische Weinbaugebiet.
Das einzige zertifizierte ökologisch wirtschaftende Weingut Sachsens wurde im Gault-Millau Wein-Guide 2012/2013 empfohlen. Bei der Gebietsweinprämierung im Sommer 2011 konnten Weine des Jahrgangs 2010, erstmals für die Hoflößnitz, jeweils eine Gold-, eine Silber- und eine Bronzemedaille gewinnen.

### Sächsisches Weinbaumuseum

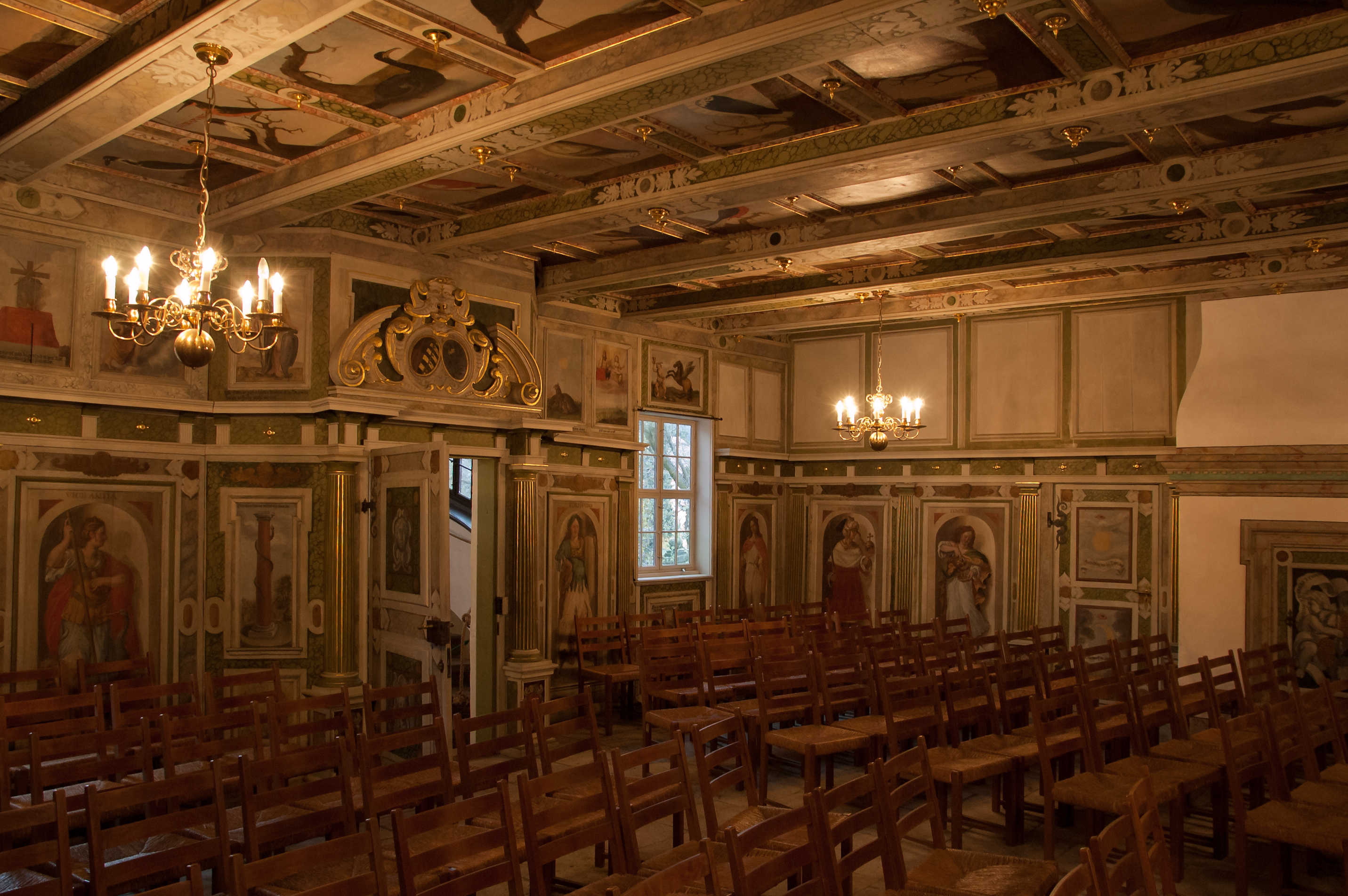
Der Festsaal im Obergeschoss des Lust- und Berghauses

Das Heimatmuseum in der Hoflößnitz spezialisierte sich Mitte der 1980er Jahre auf den heimatlichen Weinbau; Ende der 1990er Jahre wurde daraus das Weingutmuseum Hoflößnitz. Im Jahr 2011 wurde das Museum anlässlich der sachsenweiten Veranstaltung 850 Jahre Weinbau in Sachsen zum Sächsischen Weinbaumuseum Hoflößnitz aufgewertet, dem einzigen Weinbaumuseum in Sachsen. Im Jahr 2012 hatte das Museum etwa 24.000 Besucher.
Das Museum präsentiert während eines Rundgangs durch das Erdgeschoss des Lust- und Berghauses die Geschichte des Weinbaus im Elbtal. Es zeigt die Arbeit der Winzer in den vergangenen Jahrhunderten. Dazu kommen Gerätschaften, Urkunden, Karten, Kunstgegenstände und Modelle. Die Entwicklung des ehemaligen kurfürstlichen beziehungsweise königlichen Weinguts wird gezeigt und wichtige, mit dem Weinbau verbundene Persönlichkeiten werden vorgestellt.
Im Obergeschoss findet sich der kunstgeschichtliche Höhepunkt des Museums, der barocke Festsaal mit seiner zeitgenössischen Ausmalung und Bebilderung, darunter den 80 Vogelbildern von Eckhout. Beidseits des Festsaals liegen die Wohn- und Schlafräume des Kurfürsten und der Kurfürstin.

### Winzerstube, Gästequartiere im Winzer- und Backhaus

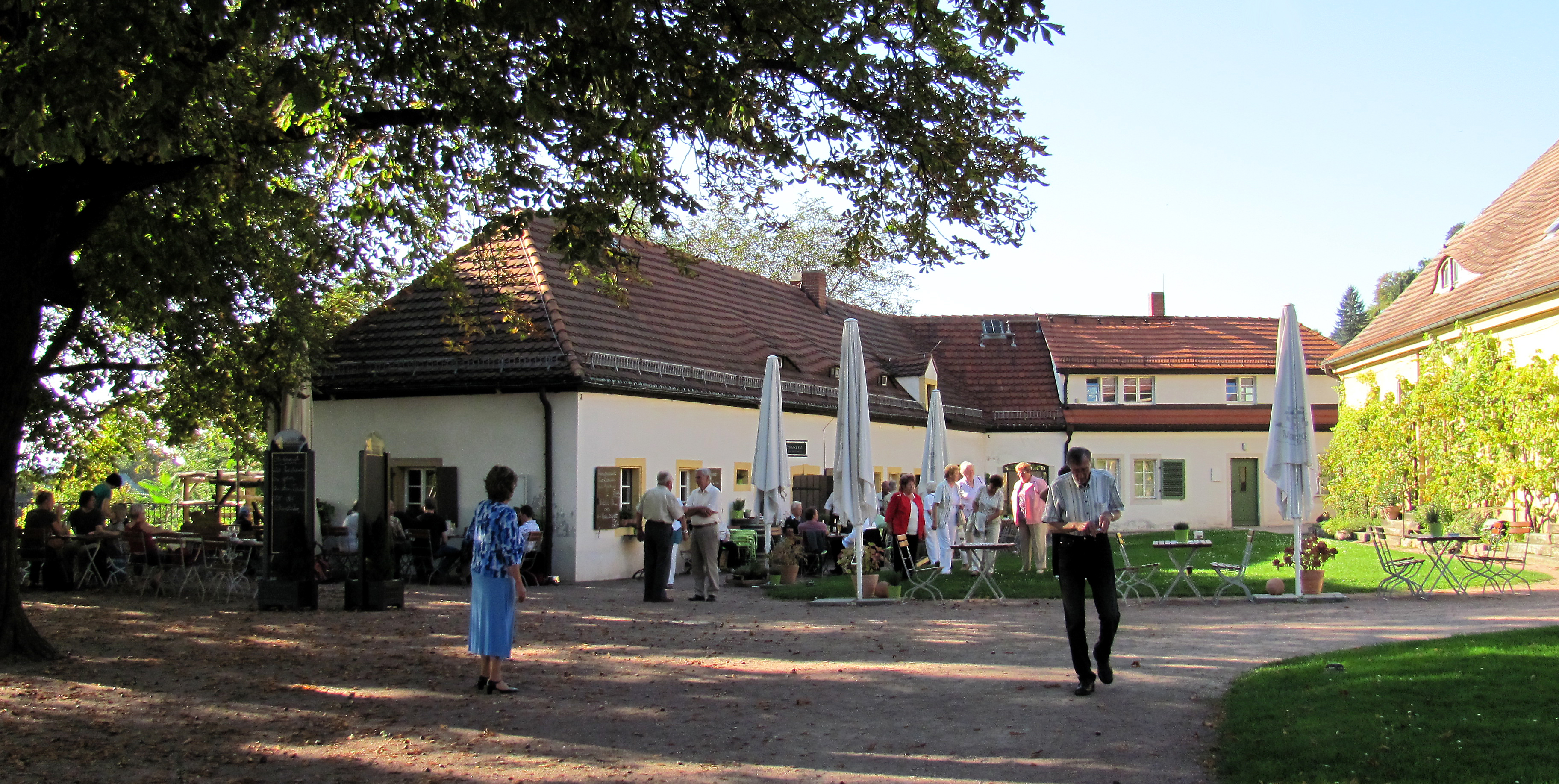
Restaurant im Wirtschaftsgebäude

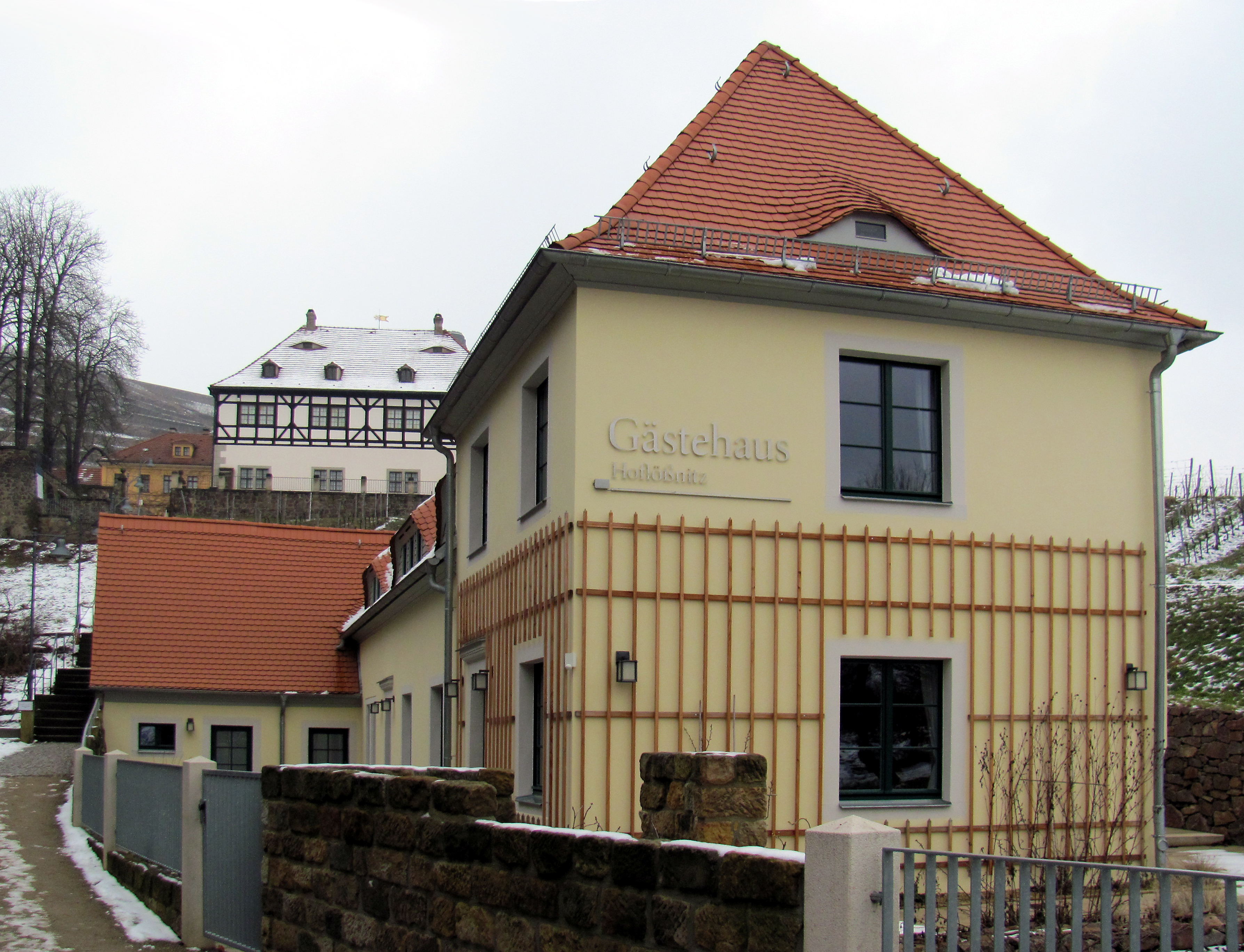
Gästequartiere im Winzer- und Backhaus

Das ehemalige Restaurant in der Hoflößnitz befindet sich in dem südwestlichen Wirtschaftsgebäude, der Kellerstube oder auch Winzerstube. Die Bewirtung der Gäste findet heutzutage auf der nebenan befindlichen Kastanienterrasse mit herzhaften Flammkuchen, Bratwürsten vom Grill und Weinen von der Hof Lößnitz statt. Die Kastanienterrasse bietet einen traumhaften Blick weit nach Süden in das Elbtal.
Neben der Kastanienterrasse mündet die von der Lößnitzgrundstraße heraufführende Treppe, neben der sich beim unteren Eingangstor das Winzer- und Backhaus befindet. Dieses ebenfalls denkmalgeschützte Gebäudeensemble der Hoflößnitz wurde 2011 zu einem Gästehaus mit zwei Appartements und vier Doppelzimmern umgebaut.

## Kulturdenkmal

Sachgesamtheit Hoflößnitz in Weinbergslandschaft: Re. (im Norden) der Bismarckturm, etwa Bildmitte die Gutsanlage, dazwischen als Strich die Spitzhaustreppe. Fast li. unten zur Hälfte bepflanzt: der Schlossberg. Li. oben diagonal: Die Gleise der Lößnitzgrundbahn.

Die Weingutanlage Hoflößnitz wird in der Radebeuler Denkmalliste insbesondere unter der Adresse Knohllweg 37 aufgeführt als „Hoflößnitz, Stiftung Weingutmuseum Hoflößnitz, Berg- und Lusthaus mit Kavaliershaus, ehemaligem Presshaus, Wirtschaftsgebäuden, Weinpresse, Toranlagen, Treppen (u. a. Spitzhaustreppe mit Muschelpavillon), Reiterstein und angrenzenden Weinbergen.“

### Sachgesamtheit, Werk der Landschafts- und Gartengestaltung, Einzeldenkmale
In der Radebeuler Denkmaltopografie wird auf der zugehörigen Denkmalkartierung von Radebeul im Maßstab 1:5000 das Kulturdenkmal Hoflößnitz als Sachgesamtheit dargestellt, die komplett auch ein Werk der Landschafts- und Gartengestaltung ist. Diese denkmalgeschützte Weinbergslandschaft liegt gänzlich innerhalb des Denkmalschutzgebiets Historische Weinberglandschaft Radebeul. Die dazugehörenden Weinberge sind Steillagen unterhalb des Spitzhauses und des Bismarckturms östlich der Spitzhaustreppe sowie die unterhalb des Spitzhauswegs auf der Westseite der Spitzhaustreppe liegenden Steillagen, die hauptsächlich zum Goldenen Wagen gehören. Die südöstlich des Lust- und Berghauses gelegenen Flächen des Schlossbergs sind eher flacher.
Zur Adresse Knohllweg 37 (früher Hoflößnitzstraße 37, dann Knohllweg 1) kommen noch Am Goldenen Wagen (westlich von Nr. 12, der ehemaligen Winzerschule des Staatsweinguts) die Toranlage zum und das Gerätehaus auf dem Weinberg Goldener Wagen hinzu, dann oberhalb der Hangkante unter Spitzhausstraße der Muschelpavillon, der Bismarckturm sowie die Spitzhaustreppe dort hinauf und mit der Adresse Spitzhausstraße 36 liegt das Spitzhaus selbst auch noch in der dargestellten Sachgesamtheit. Südlich unterhalb des Gutshofs liegen östlich der hinaufführenden Treppe als Lößnitzgrundstraße 19 „Winzerhaus, ehemaliges Backhaus und Toranlage“, zu denen auch noch die außerhalb des Tores gelegene Transformatorenstation gehört, und westlich der Treppe liegt das Grundstück Lößnitzgrundstraße 23, der ehemalige „Holzhof mit Winzerhaus“. Nicht alle der hier denkmalpflegerisch zusammengehörenden Grundstücke sind im Eigentum der Hoflößnitzstiftung.

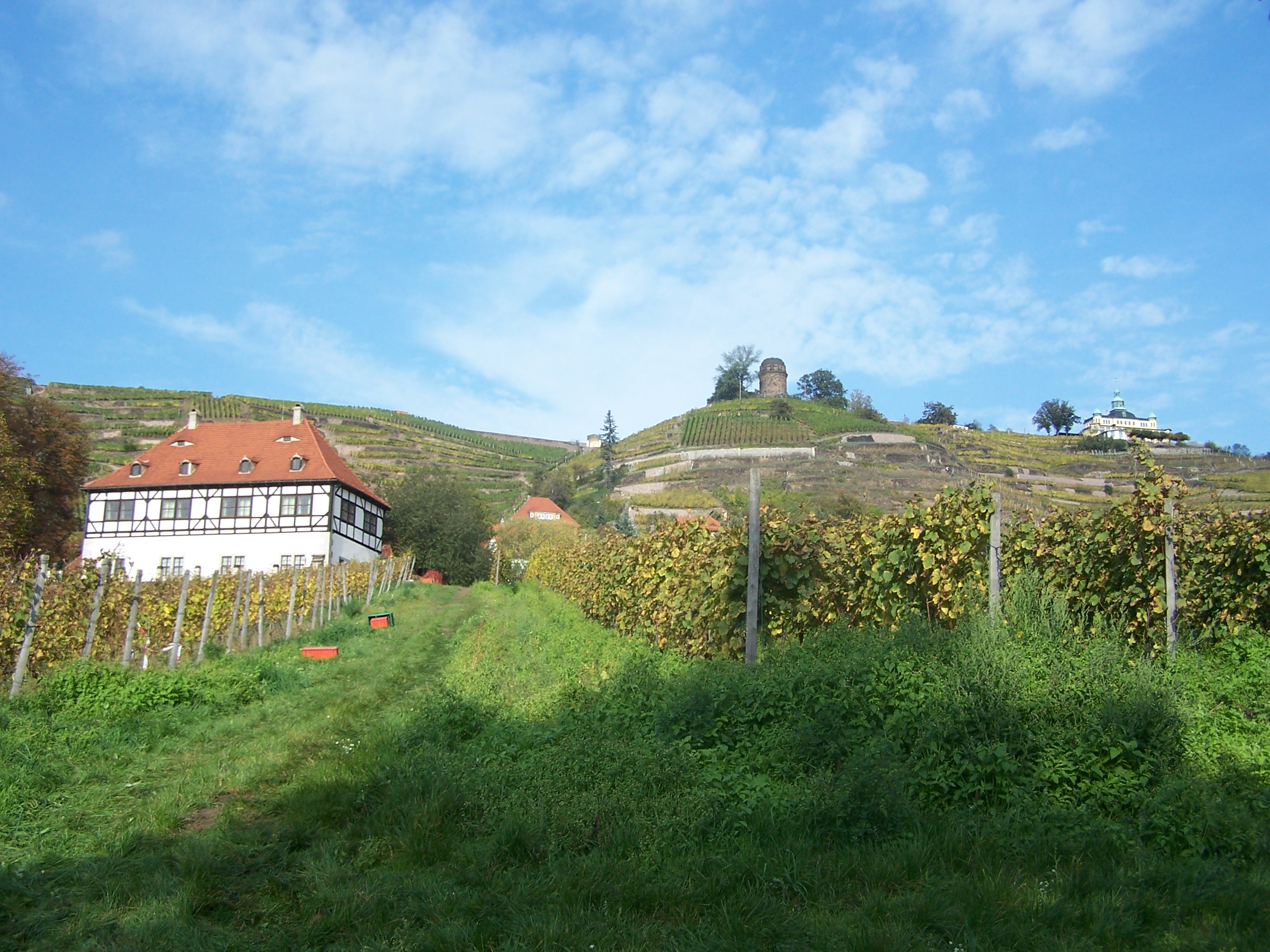
Hoflößnitz mit dem Spitzhaus (re. oben), dazwischen Spitzhaustreppe und Bismarckturm

Innerhalb der Sachgesamtheit sind zahlreiche Bauten als Einzeldenkmale ausgezeichnet. Diese werden hier im Zusammenhang dargestellt.

### Goldener Wagen, Spitzhaustreppe, Muschelpavillon, Bismarckturm, Spitzhaus
Die etwa nach Norden führende barocke Himmelsleiter, die Spitzhaustreppe, ist die längste Treppenanlage Sachsens. Sie führt auf einer Länge von 220 Metern vom Schlösschen am Weinberg Goldener Wagen mit dem 2012 frisch vergoldeten Torbogen-Schlussstein vorbei hoch zum Muschelpavillon. Von diesem aus geht es zum Bismarckturm und zum Spitzhaus (heute ein Panoramarestaurant mit weitem Blick über den Elbtalkessel). Diese Gebäude werden durch den etwa 5 Kilometer langen Oberlößnitzer Weinwanderweg berührt.
Die rückwärtigen Grundstücksflächen der denkmalgeschützten Häuser Am Goldenen Wagen 12, Am Goldenen Wagen 14 sowie des sogenannten Berghäus’ls (Am Goldenen Wagen 16) sind in der Denkmalkartierung der Denkmaltopografie als zugehörig zur geschützten Weinbergslandschaft der Hoflößnitz und damit auch zur Sachgesamtheit dargestellt. Dies trifft auch auf fast das gesamte Grundstück des Landhauses in der Hoflößnitzstraße 72 zu (außer der südwestlichen Grundstücksecke an der Straße). In den 1920er bis 1940er Jahren war letzteres Landhaus Wohnsitz hochrangiger sächsischer Politiker.

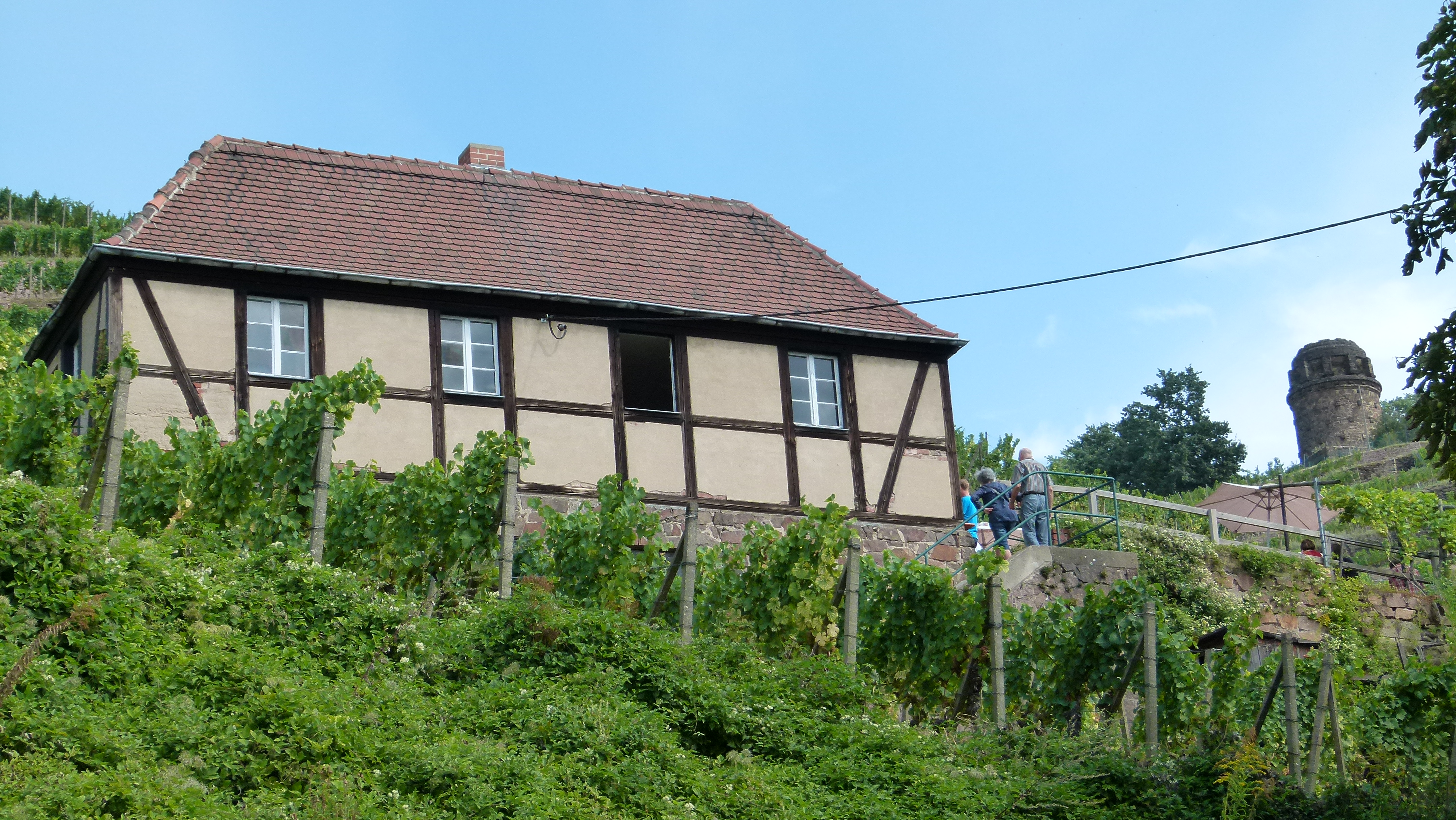
Gerätehaus im Goldenen Wagen
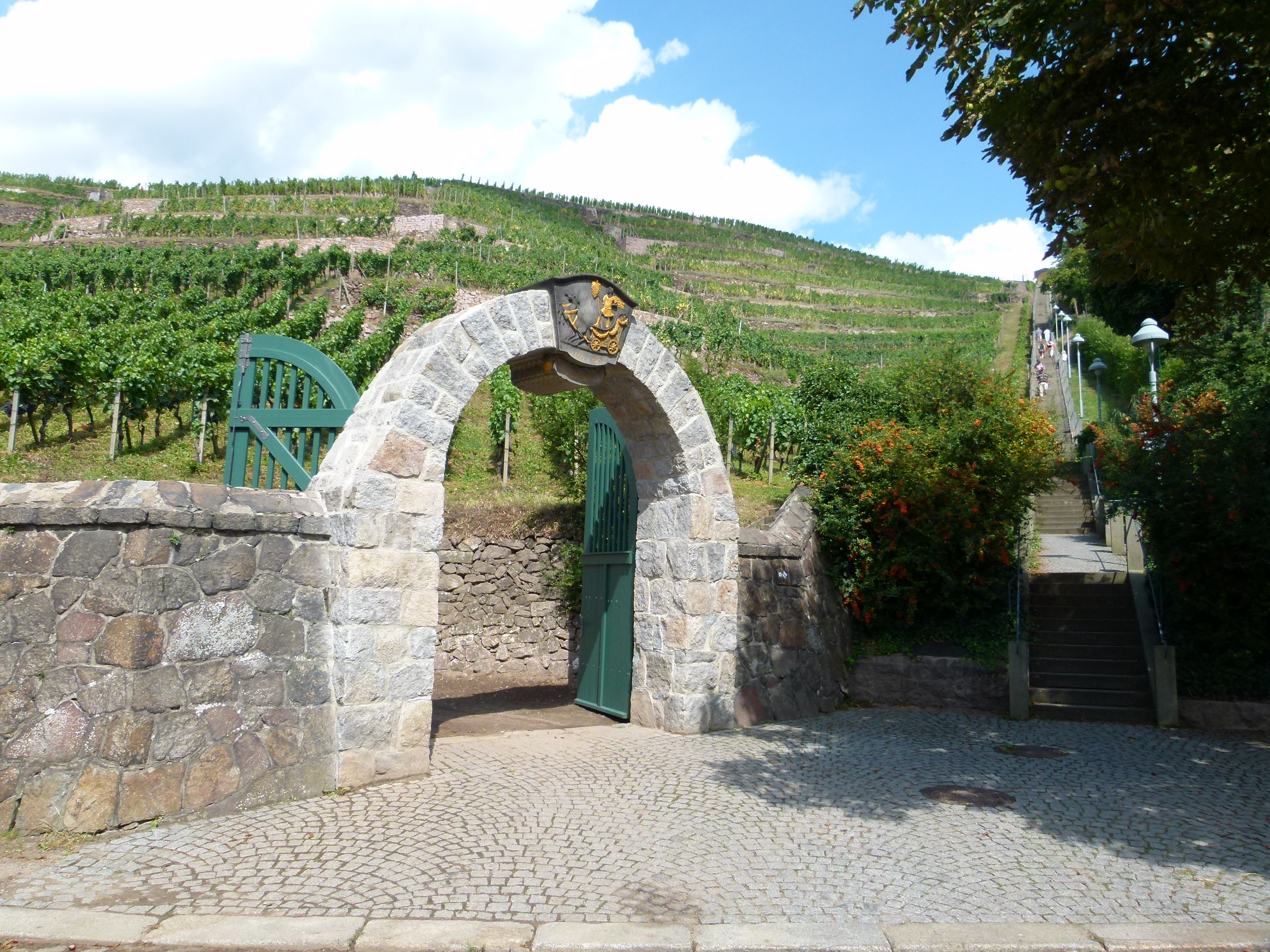
Tor Goldener Wagen, daneben die Spitzhaustreppe
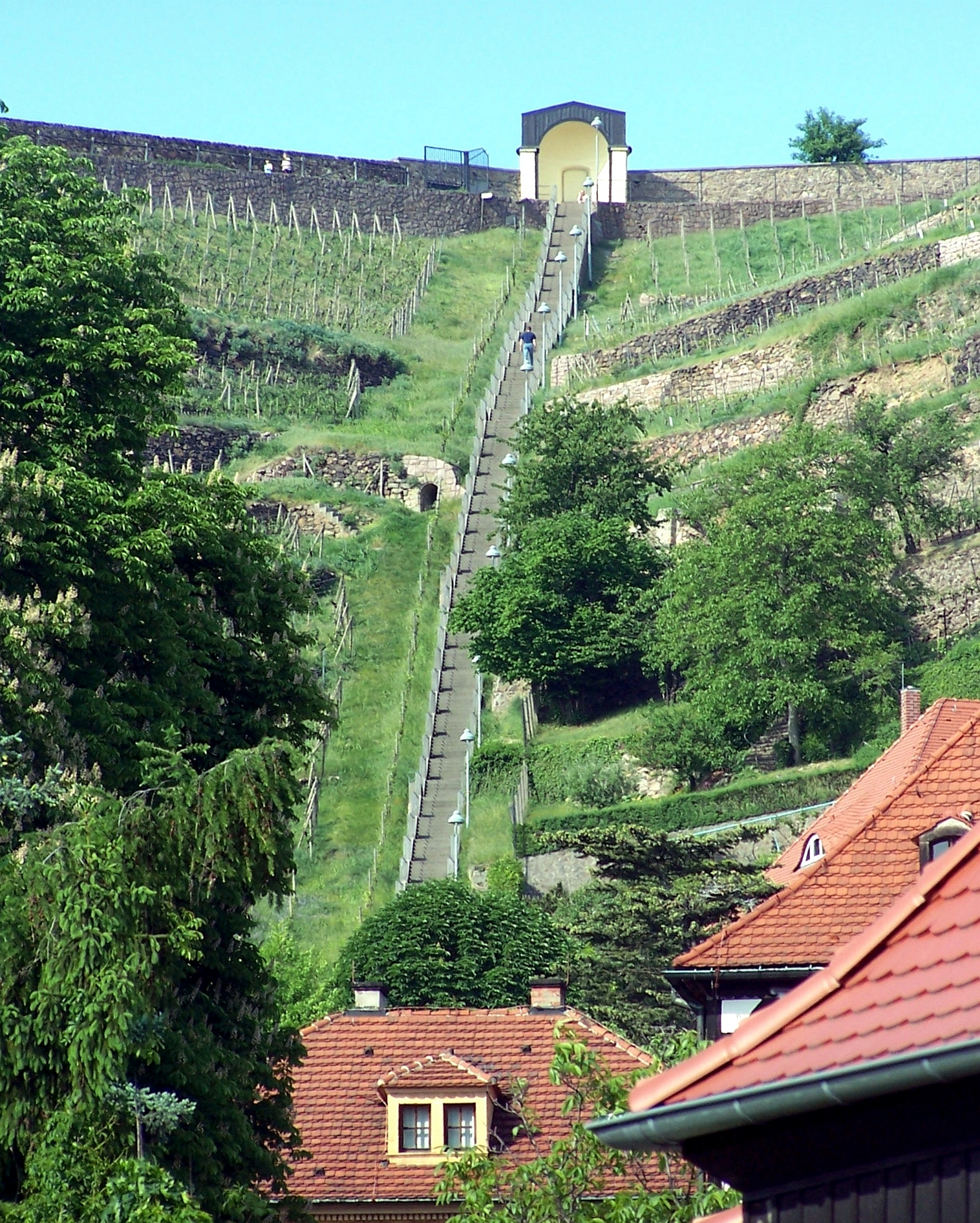
Spitzhaustreppe mit Muschelpavillon
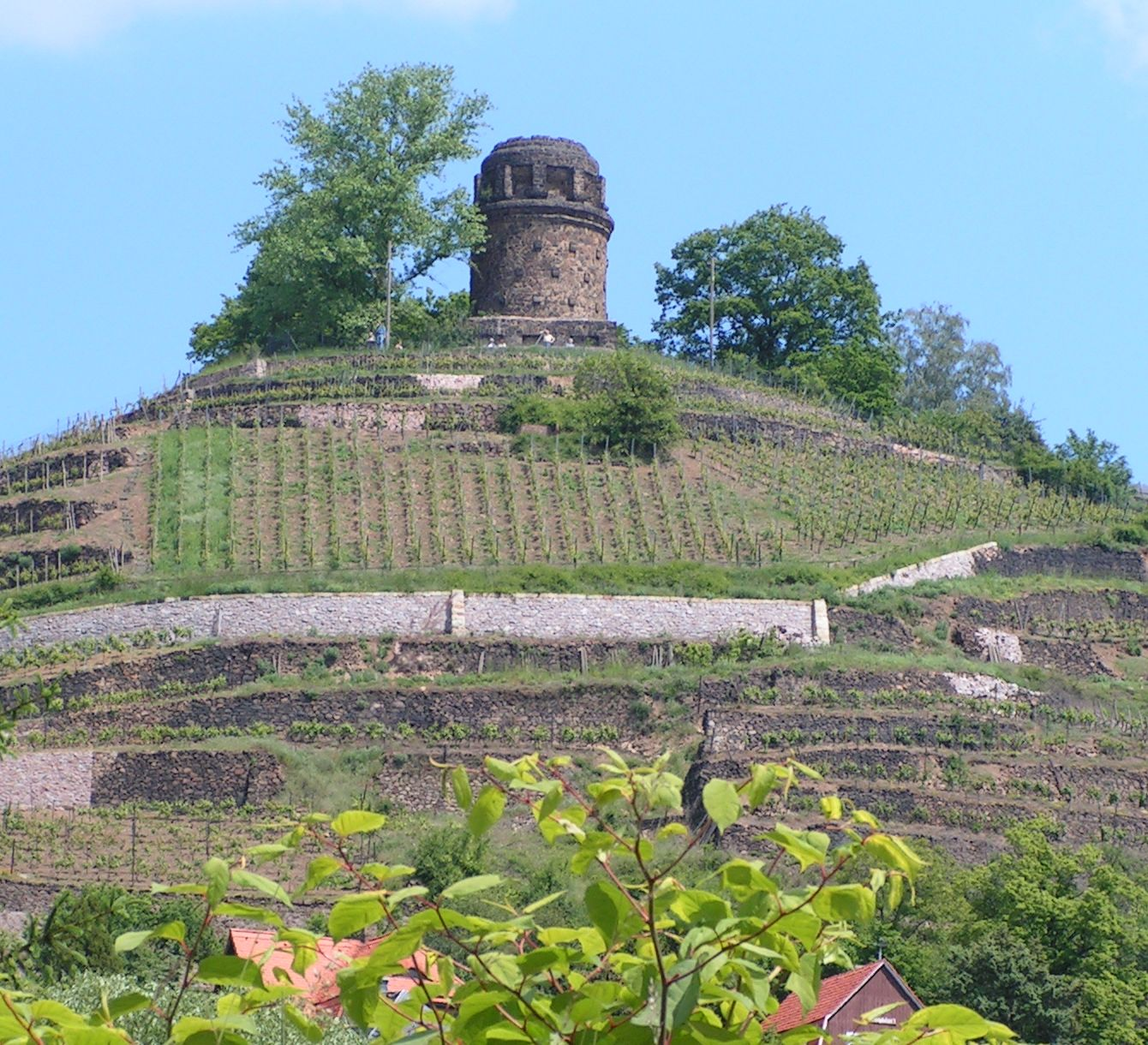
Bismarckturm
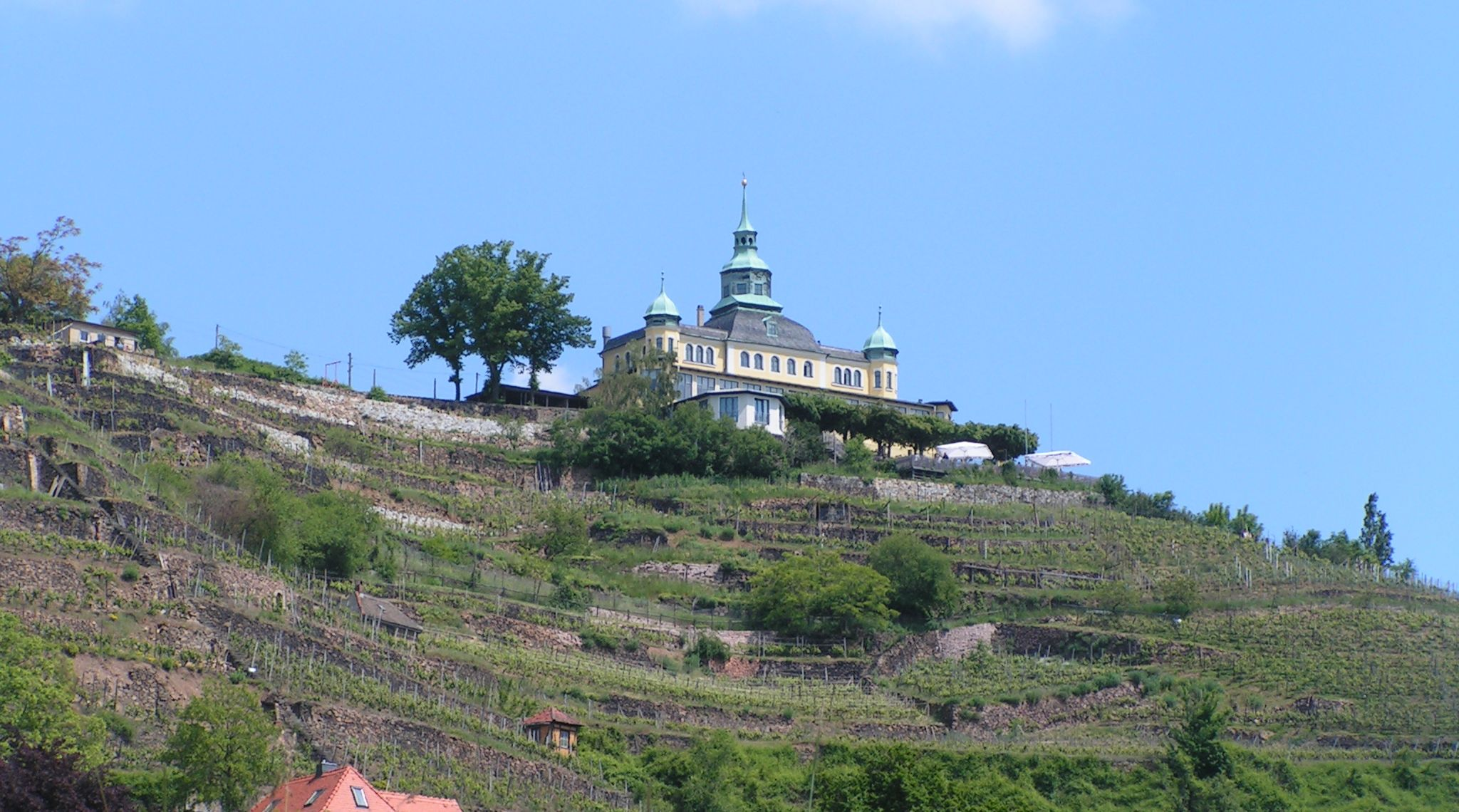
Spitzhaus

### Toranlage, Untere Treppe, Holzhof, Winzerhaus mit Backhaus, Blockstation
Südlich und unterhalb der Terrasse, auf der das eigentliche Weingutsanwesen liegt und zu der eine Treppe hinaufführt, steht ein Eingangstor aus mächtigen Sandsteinpfeilern mit Kugelbekrönung. Auf der linken Seite der Treppe hinauf zum Gutshof liegt der ehemalige Holzhof der Hoflößnitz. Das noch bestehende Gebäude stammt im Kern aus dem 18. Jahrhundert; es wurde 1891 auf zwei Geschosse aufgestockt und zu einem ländlichen Wohnhaus umgebaut.
Außerhalb des Tors liegt auf der rechten Seite die Transformatorenstation von 1949 (Blockstation), innerhalb des Tors liegt rechts das in der ersten Hälfte des 19. Jahrhunderts errichtete Winzerhaus mit dem angebauten Backhaus (heute das Gästehaus der Hoflößnitz).

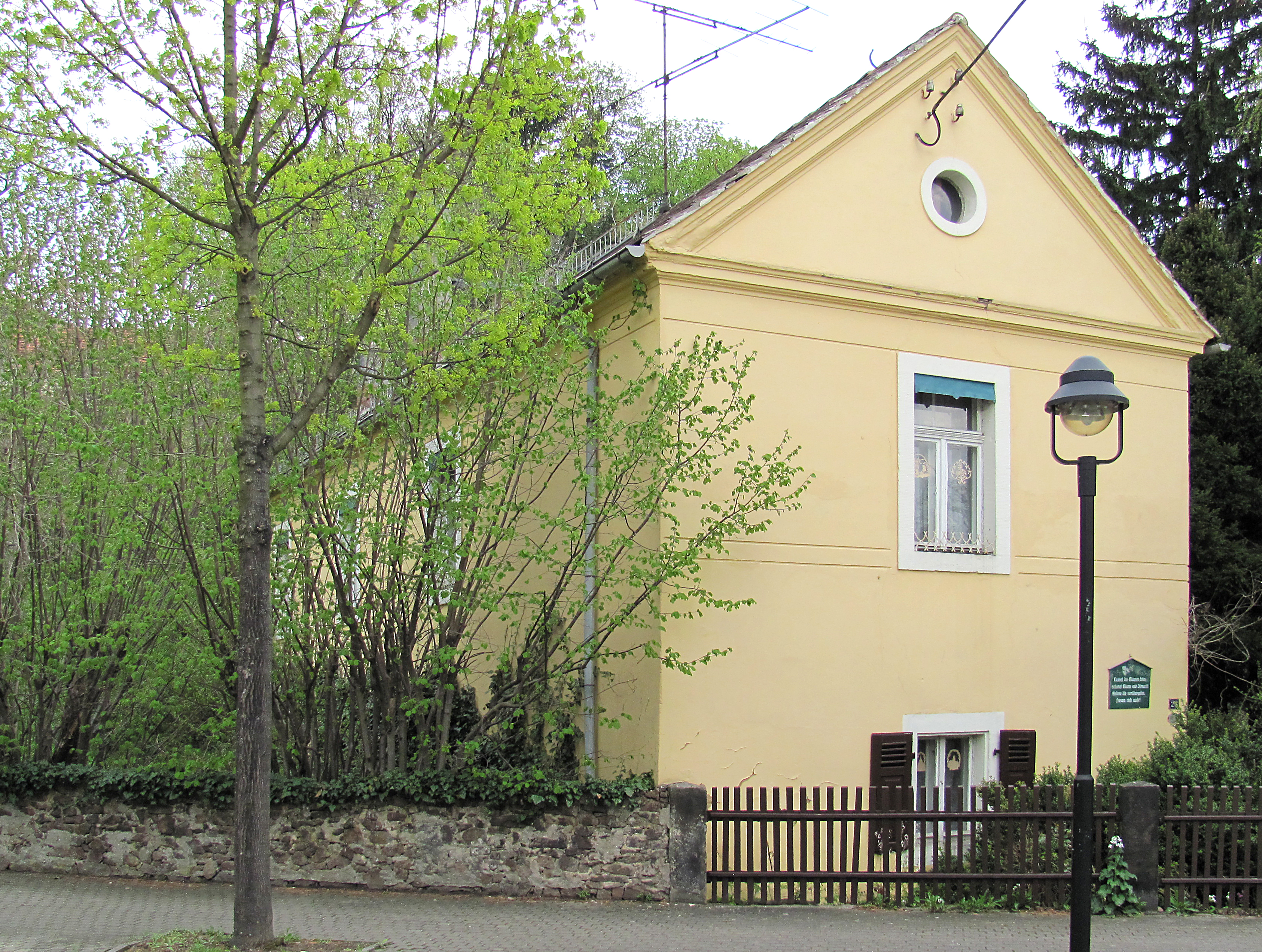
Wohnhaus des Holzhofs (westlich der Treppe)
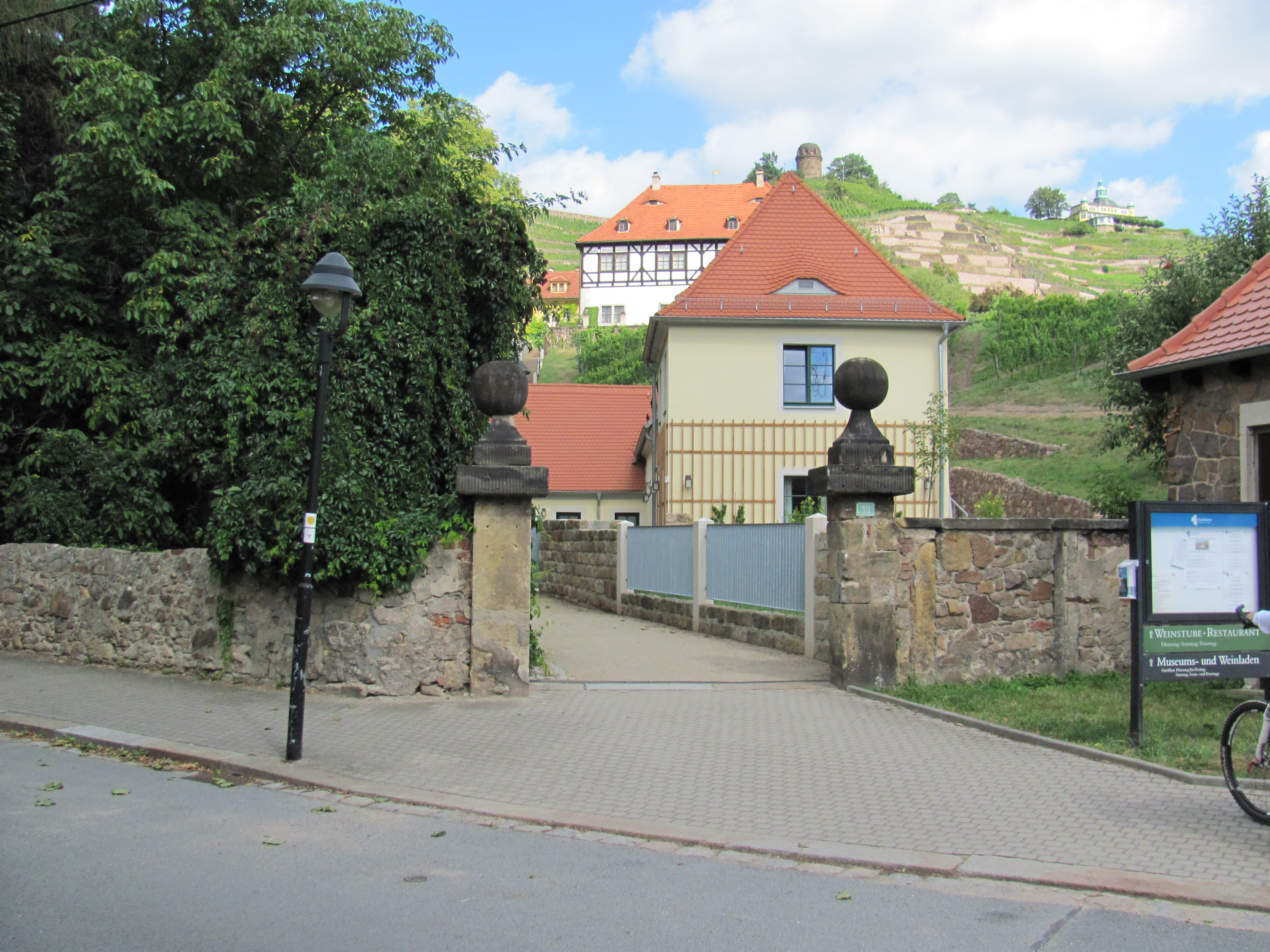
Untere Toranlage zur Hoflößnitz, rechts dahinter Winzerhaus und Backhaus
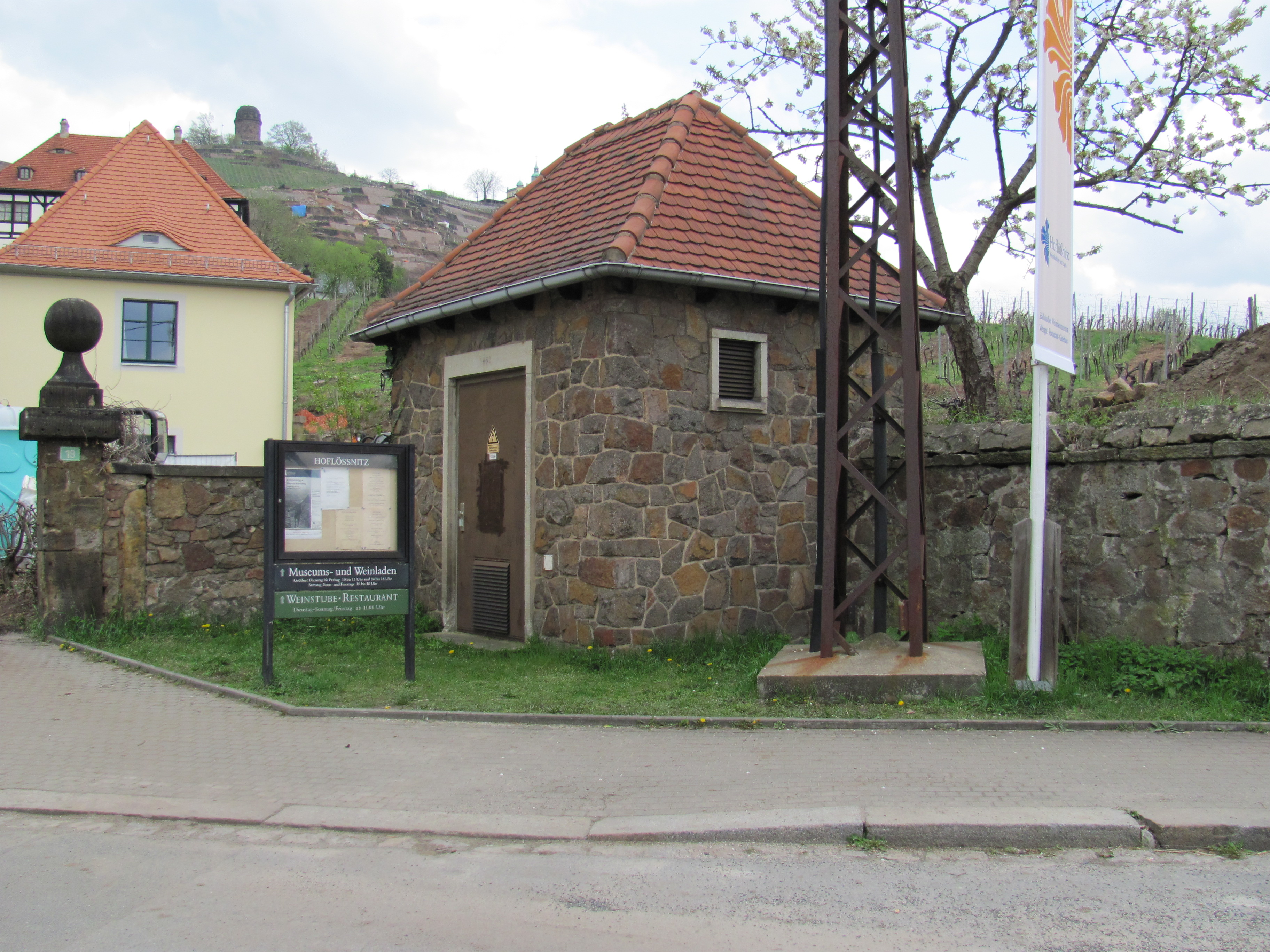
Blockstation Hoflößnitz, im Hintergrund der Bismarckturm

### Gutshof

Lageplan der Hoflößnitz-Gebäude (aus Gurlitt, 1904) mit südlichem Zugang; dort rechts das Winzerhaus mit Backhaus und links das Holzhof-Wohnhaus

Das eigentliche Gutshofensemble steht als etwa längsrechteckige Gebäudegruppe auf der oberen Heidesandterrasse unterhalb des Steilanstiegs des Elbhangs, eines Teils der Lausitzer Verwerfung, der zur Hochfläche der Lausitzer Platte führt. Westlich liegt der Ausläufer des Lößnitzgrunds und weiter im Osten geht die Terrasse in die Junge Heide über.
Aus südlicher Richtung führt etwa mittig der Treppenaufgang zum Gutshof. Rechts, im südöstlichen Eck, steht das Berg- und Lusthaus, westlich befindet sich die mit großen Rosskastanien bestandene Terrasse, an die sich, das Südwesteck bildend, die Winzerstube und über Eck das Wohnhaus anschließen.
Auf der Nordseite liegt links das Presshaus, zwischen ihm und dem Wohnhausführt an der nordwestlichen Ecke ein Fußweg zur Hoflößnitzstraße hinaus. Rechts steht das Kavalierhaus, rechts daneben geht es zum unteren Teil der Spitzhaustreppe, die nach Norden hin aus dem Gutshof herausführt.
An der Ostseite des Hofs führt ein mächtiges Eingangstor zum Knohllweg zwischen den Weingärten.

#### Innenhof
Im Innenhof sind mehrere Laufwege und die Kastanienterrasse mit einer wassergebundenen Decke befestigt. Dazwischen befinden sich größere Rasenflächen, die etwas erhöht eingefasst sind.
An einigen Stellen stehen barocke Vasen; rechts an der Toranlage befindet sich ein Sandstein-Kunstwerk. Weinfässer weisen auf die lange Geschichte des Weinbaus hin.
Vor der linken Seite des Berg- und Lusthauses steht unter einer Einhausung von 1952 die Graue Presse aus dem gleichnamigen Weingut im nördlich benachbarten  Wahnsdorf, eine Zwei-Spindel-Weinpresse.
Im Innenhof stand lange Zeit das älteste und bedeutendste Sandstein-Bildwerk von Radebeul, die Figurengruppe Chronos und die Trauernde oder Chronos und klagendes Weib, erst ungeschützt vor der Westwand des Weinbergschlösschens, später unter einem Vordach auf der Ostseite des Kavalierhauses. Nach der Restaurierung 2005 wurde es auf dem Kirchhof der Friedenskirche  aufgestellt.

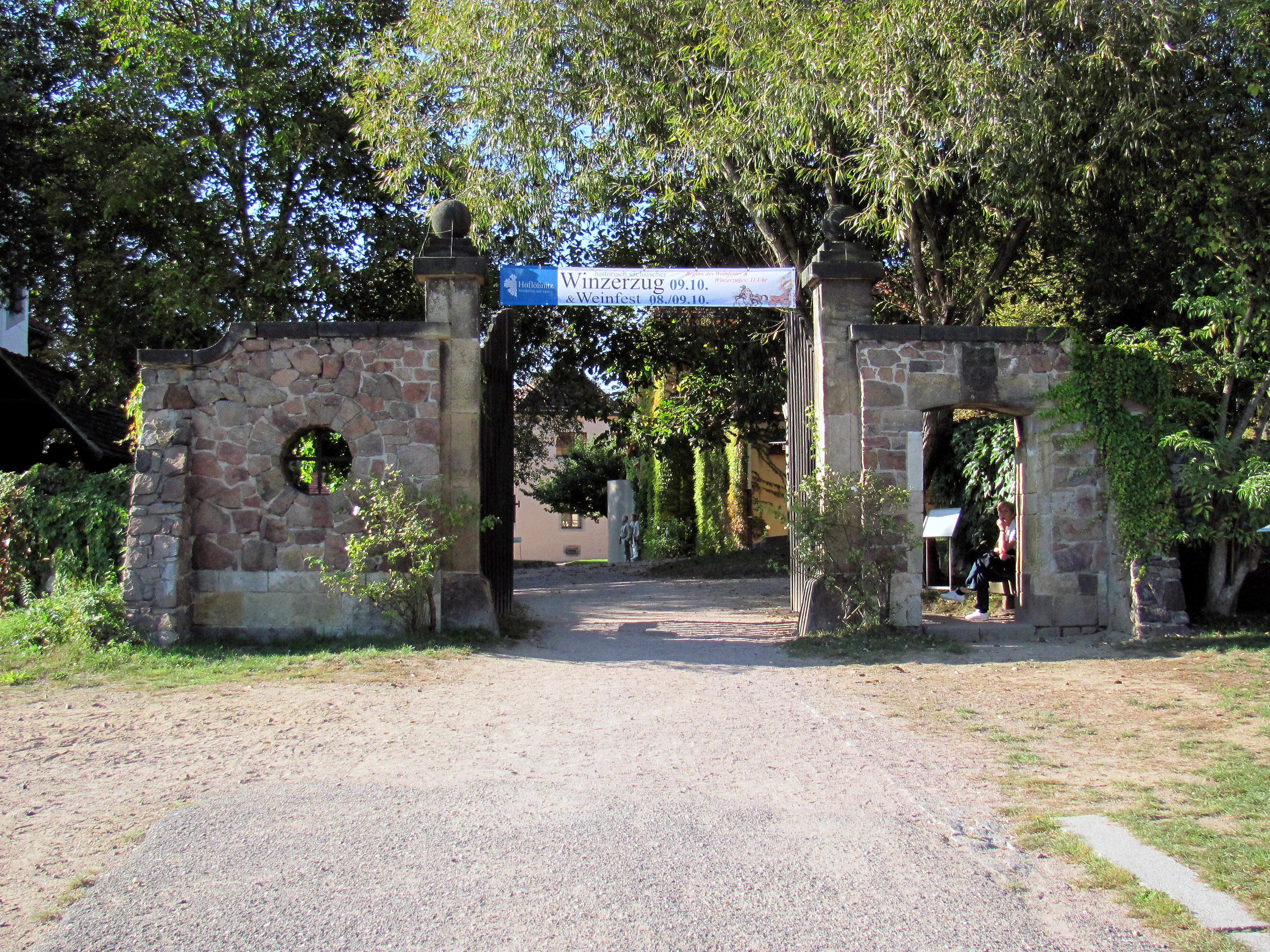
Toranlage zum Gutshof, vom Knohllweg aus
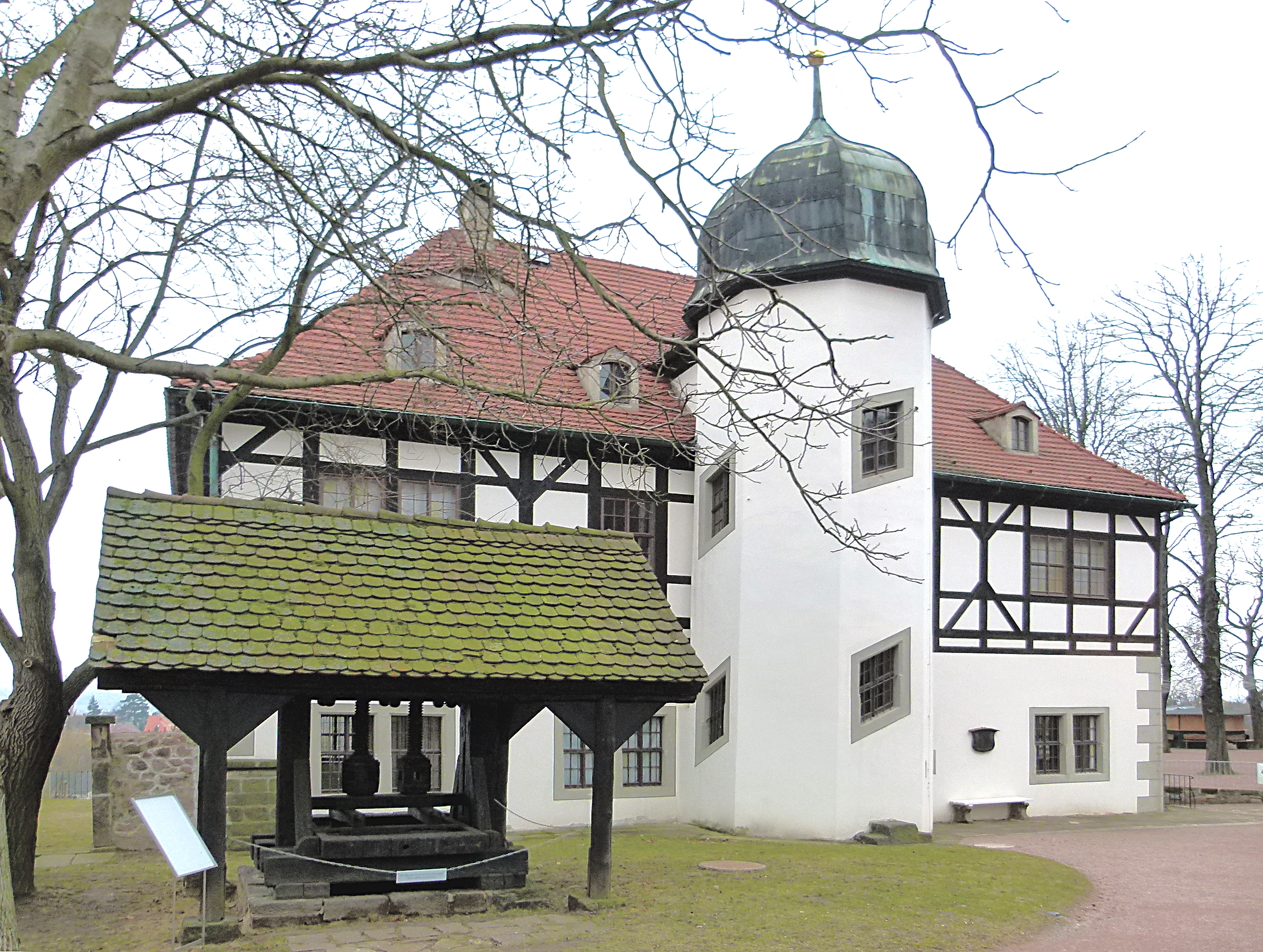
Historische Weinpresse (Graue Presse) vor dem Haupthaus
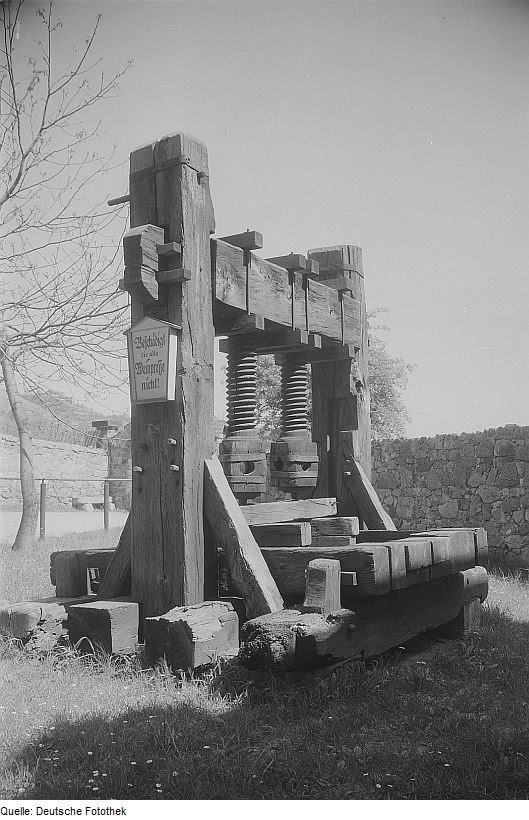
Historische Weinpresse (Graue Presse) noch ohne Einhausung (Foto Richard Peter, vor 1945)
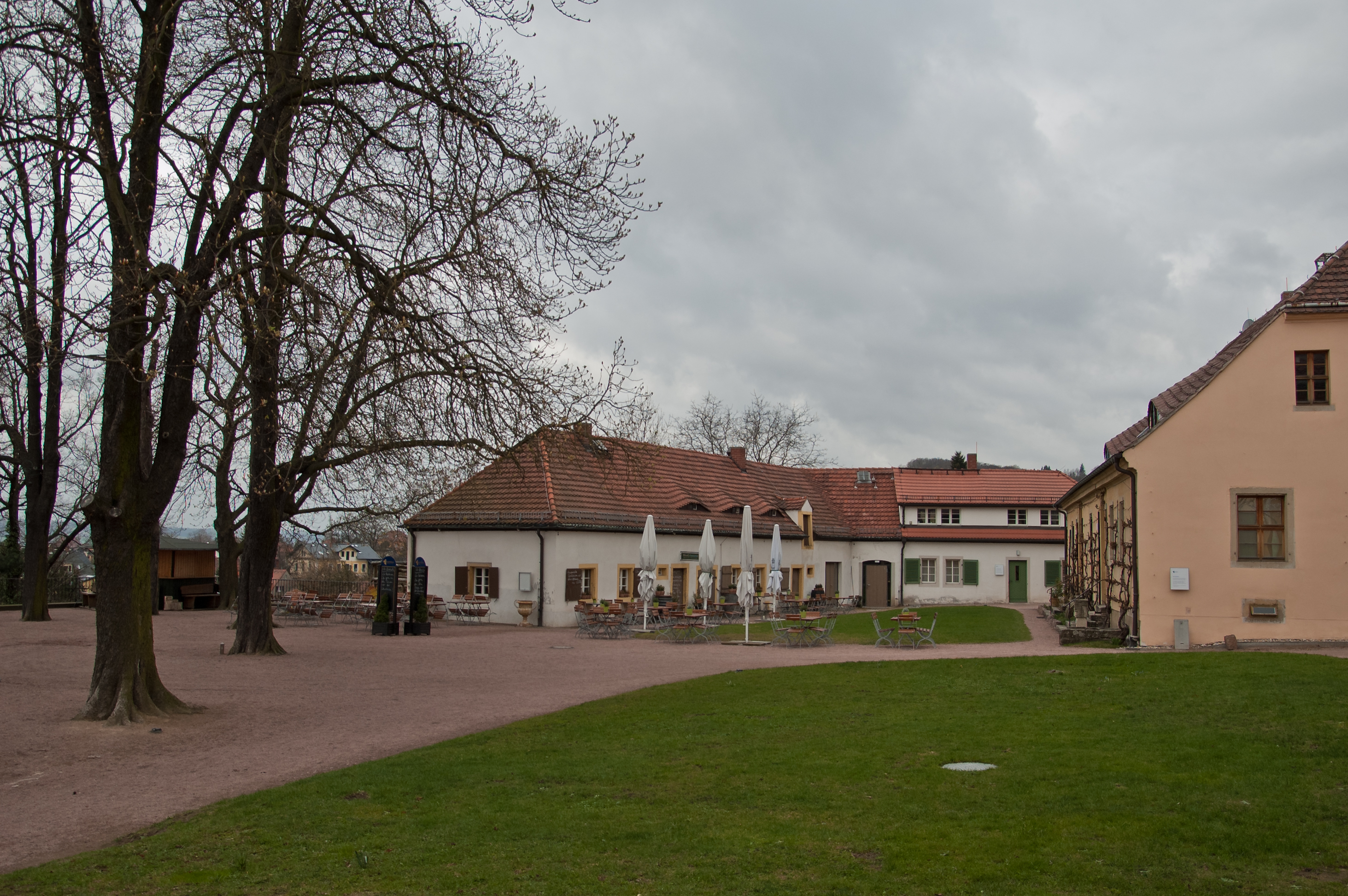
Westliche Hofhälfte: Kastanienterrasse, Winzerstube, Wohnhaus und Presshaus

#### Nordseite: Presshaus, Bergverwalterhaus (Kavalierhaus)

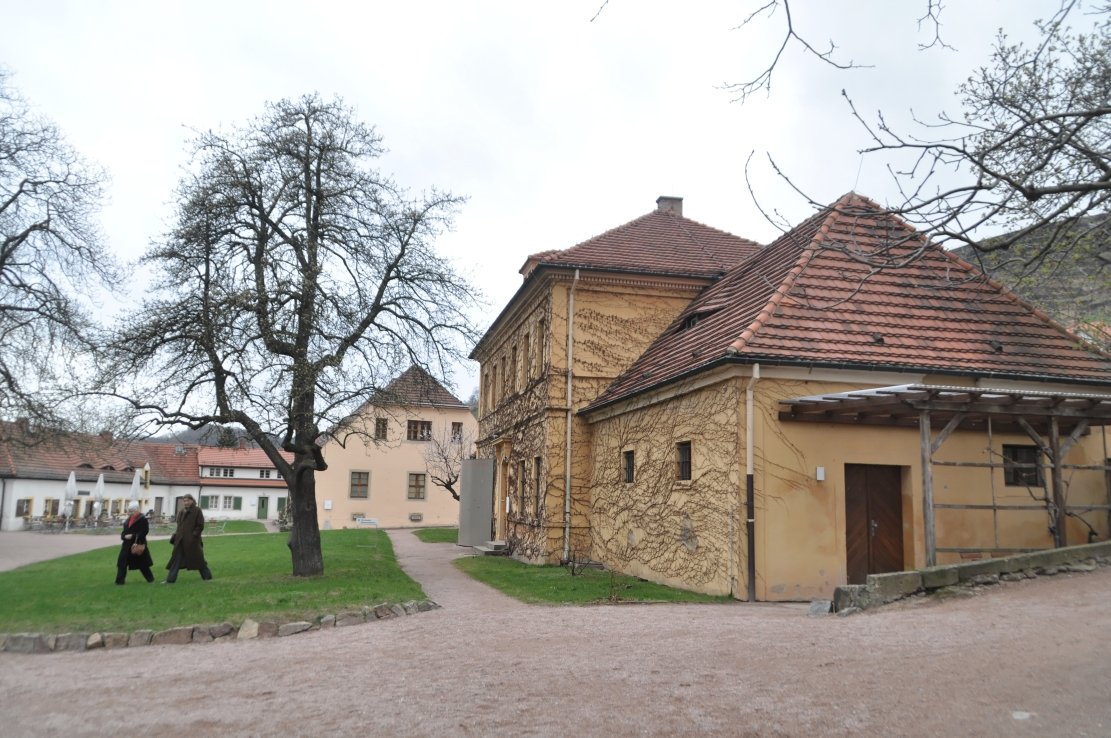
Re. Kavalierhaus, vor dessen Anbau der Aufgang zur Spitzhaustreppe beginnt

Das westlich stehende ehemalige Presshaus ist ein eingeschossiger Bau mit einem ziegelgedeckten Krüppelwalmdach mit zwei Fledermausgauben. Die siebenachsige Hofansicht ist symmetrisch aufgebaut: mittig ein Fenster, dann kommen beidseitig Türen mit dreiseitigen Freitreppen, dann folgen je zwei Fenster. Der schlichte Putzbau ist klassizistisch stilisiert. Die Seitenansicht ist dreiachsig sowohl im Erdgeschoss als auch im Giebel.
Das ehemalige Bergverwalterhaus rechts daneben (Kavalierhaus) ist ein zweigeschossiger Mittelbau mit zwei eingeschossigen Flügelbauten. Der Mittelbau unter dem flach geneigten Walmdach hat eine symmetrische sechsachsige Hofansicht im Obergeschoss; im Erdgeschoss sind die beiden mittleren Achsen zu einem Segmentbogenportal mit Verdachung zusammengefasst. Die Fassade wird durch Gesimse gegliedert und durch Eckpilaster eingefasst.
Aus den beiden Seitenansichten treten die noch aus der Zeit um 1650 stammenden Baukörper des Küchen- und des Stallgebäudes aus dem Hauptbau heraus. Im Inneren sind in dem Ostflügel Kreuzgratgewölbe mit zwei Sandsteinpfeilern erhalten.

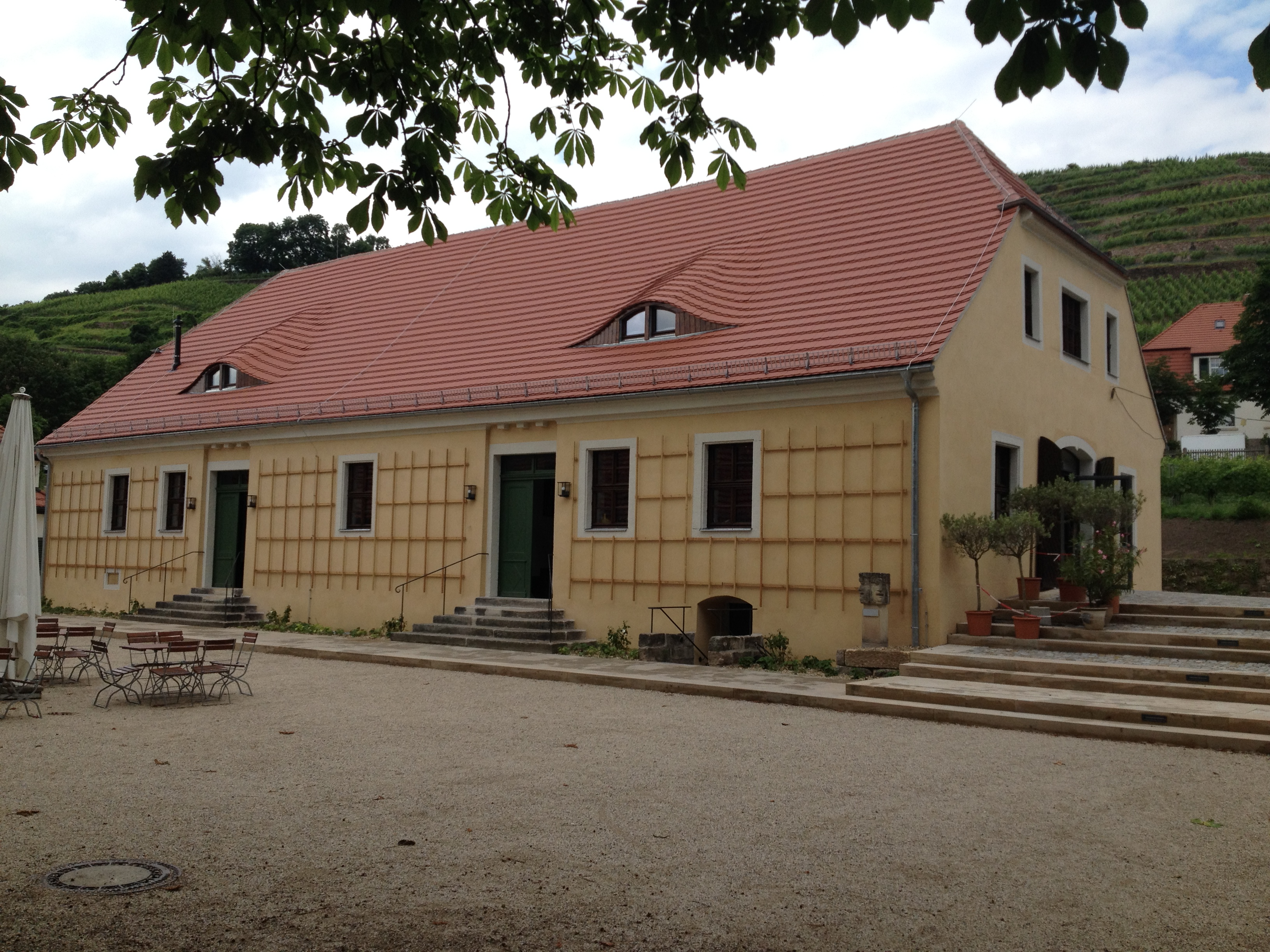
Press(en)haus nach der Sanierung 2016
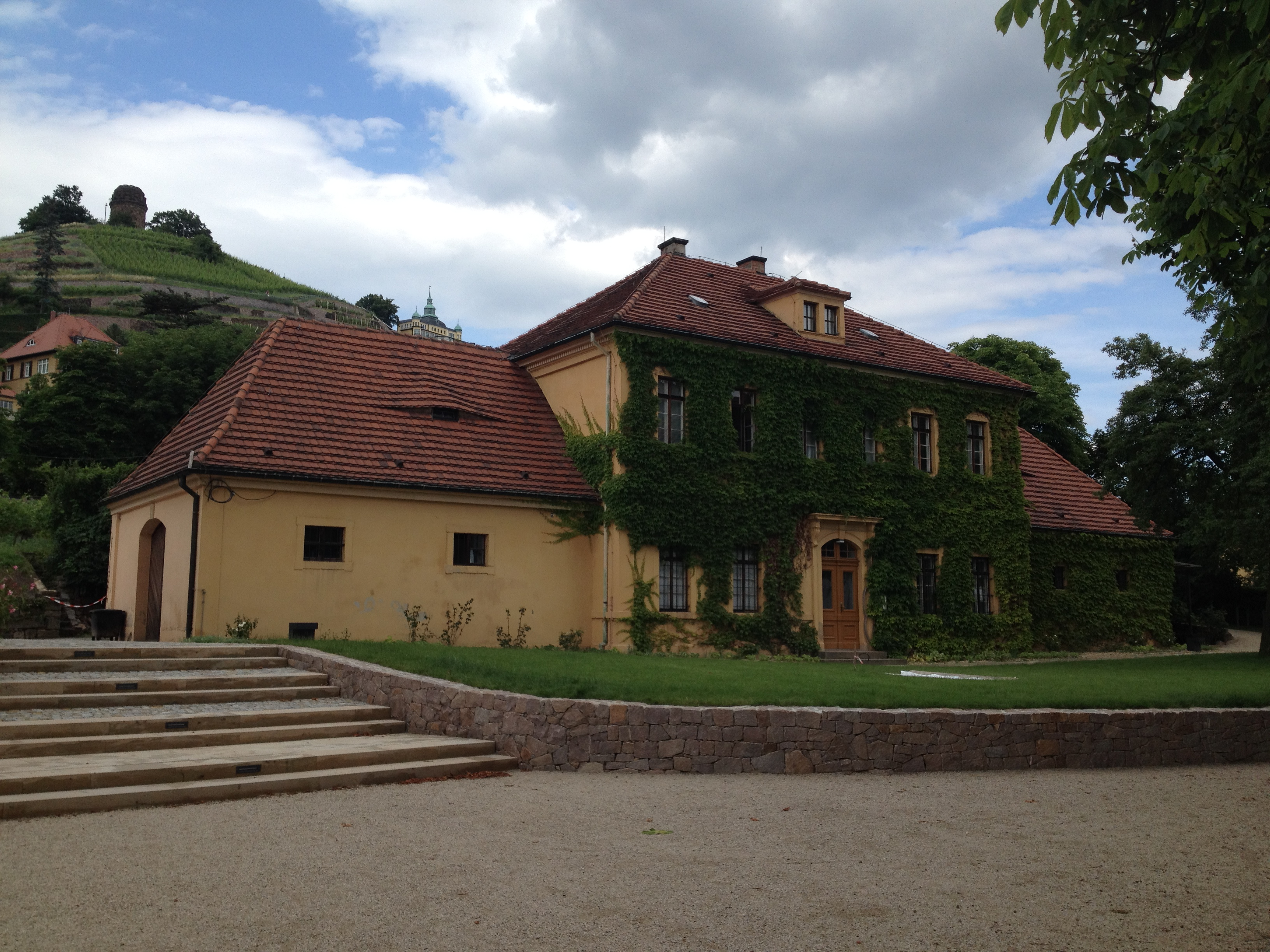
Kavalierhaus
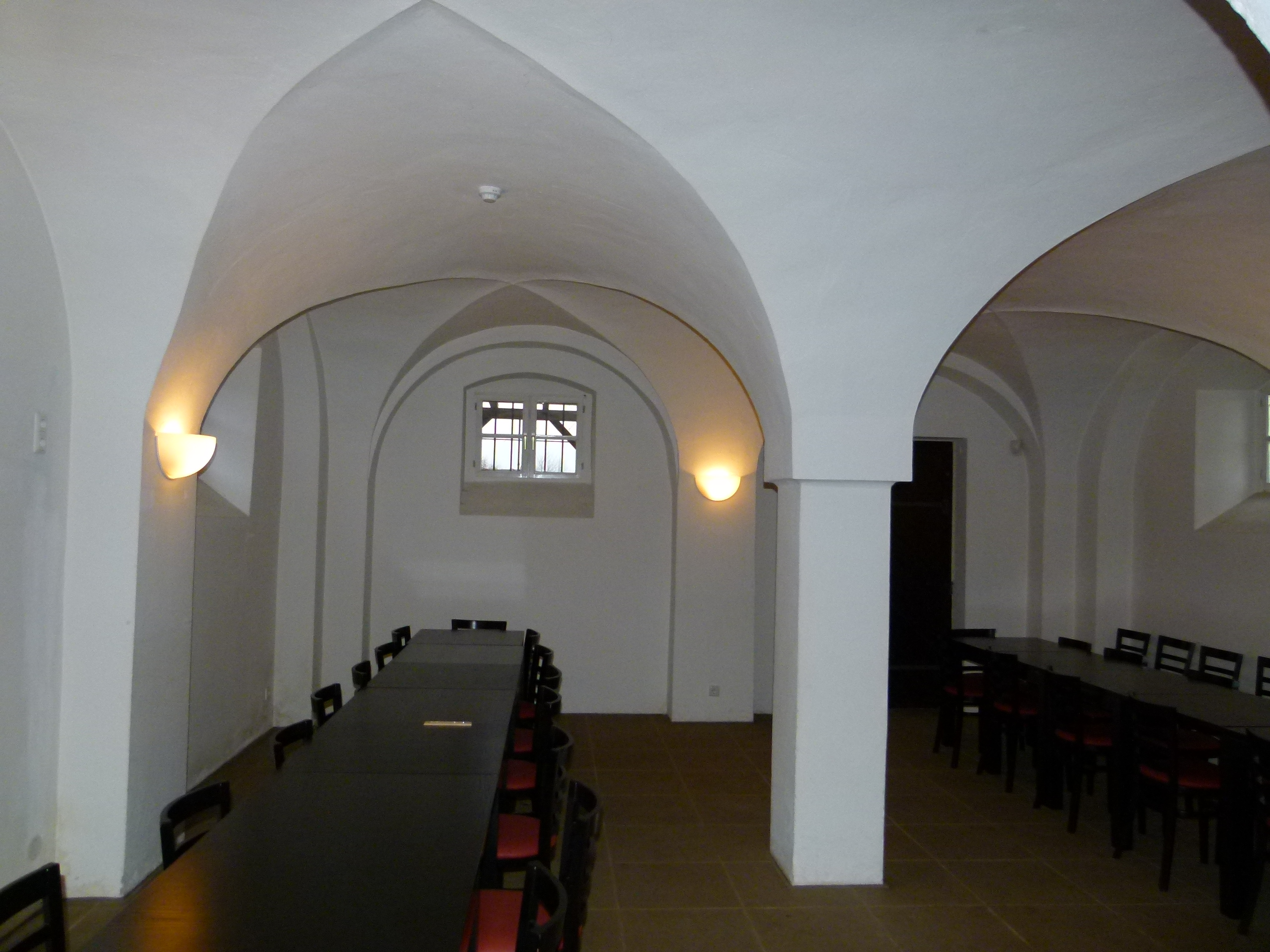
Kreuzgewölberaum im Kavalierhaus-Flügel

#### Südwestecke: Wirtschaftsgebäude, Wohnhaus
Das Wirtschaftsgebäude an der Südwestecke war ursprünglich die Kellerstube mit dem darunterliegenden Weinkeller, einer Winzerwohnung und einem Stallteil. Heute ist im südlichen Teil das Restaurant eingerichtet. Es handelt sich um einen schlichten, eingeschossigen Putzbau mit unausgebautem, ziegelgedecktem Walmdach in Biberschwanz-Kronendeckung. Im Dach befinden sich zum Hof hin drei Fledermausgauben und ein Zwerchhaus mit Tür zum Beschicken des ehemaligen Lagerbodens. Mehrere Türen führen in den Zweckbau. An den Fenstern befinden sich einseitige schlichte Klappläden aus der Ursprungszeit.
Der Westteil des Gebäudes wurde ein kurzes Stück nach dem Knick nach Norden 1920 zu einem Wohnhaus umgebaut. Die Pläne aus dem Jahr 1913 stammten von Emil Högg. Heute befindet sich dort die Geschäftsführung der Hoflößnitz. Um bei gleicher Bauhöhe wie im Rest des langgestreckten Gebäudes einen Ausbau des Dachs zu ermöglichen, wurde im Dach etwas zurückgesetzt eine weitere Wand eingebaut und darüber ein weiteres, flacheres Dach; dies ergab eine Art Schleppgaube über die gesamte Breite des Gebäudeteils und macht den Eindruck eines zweigeschossigen Wohnhauses, das zur stilistischen Trennung auch mit einer anderen Art von Dachziegeln gedeckt wurde. Die Fenster im Erdgeschoss sind mit etwas aufwendiger gestalteten, einseitigen Klappläden ausgestattet.

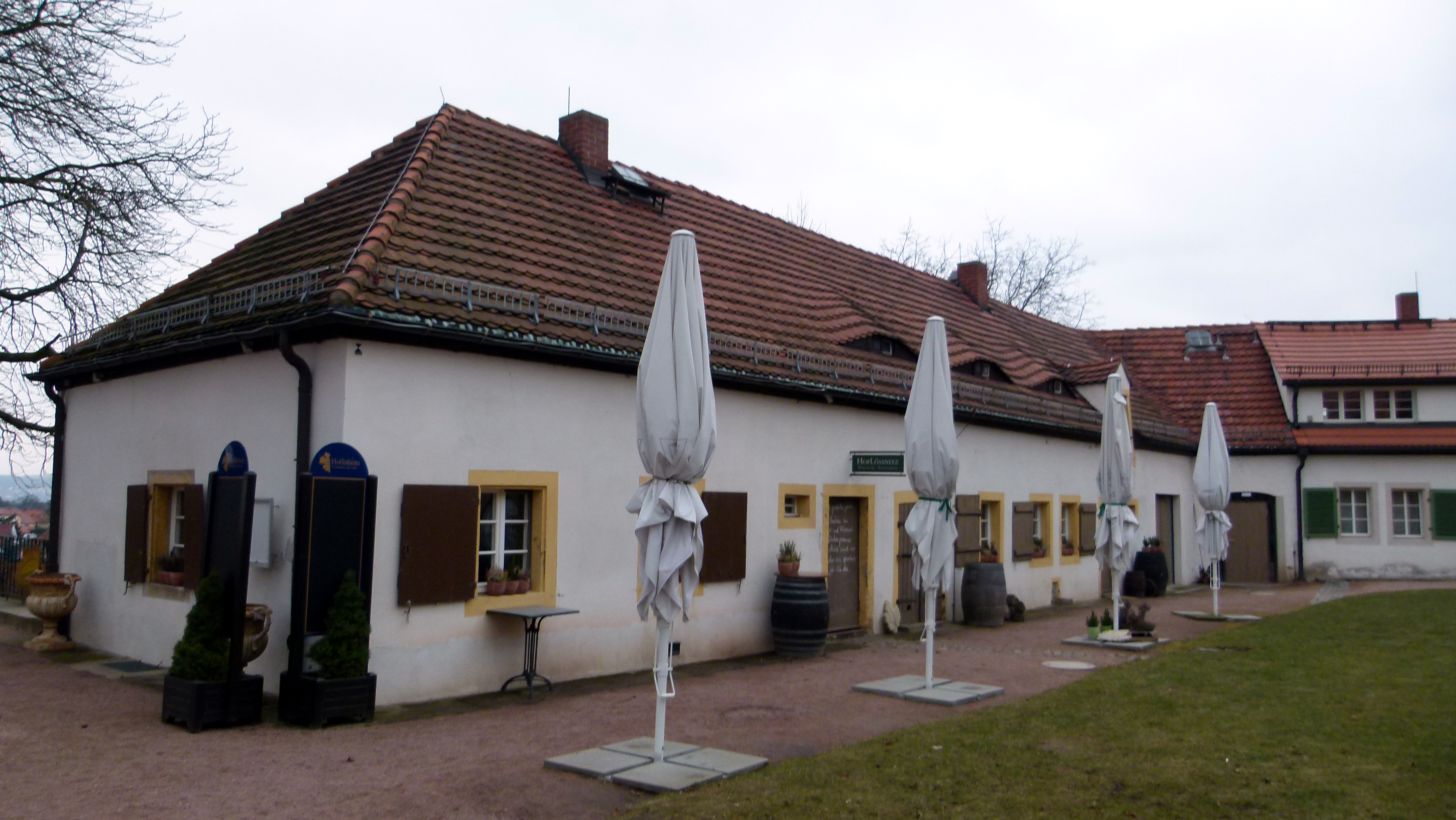
Winzerstube (Gasthaus) und Wohnhaus
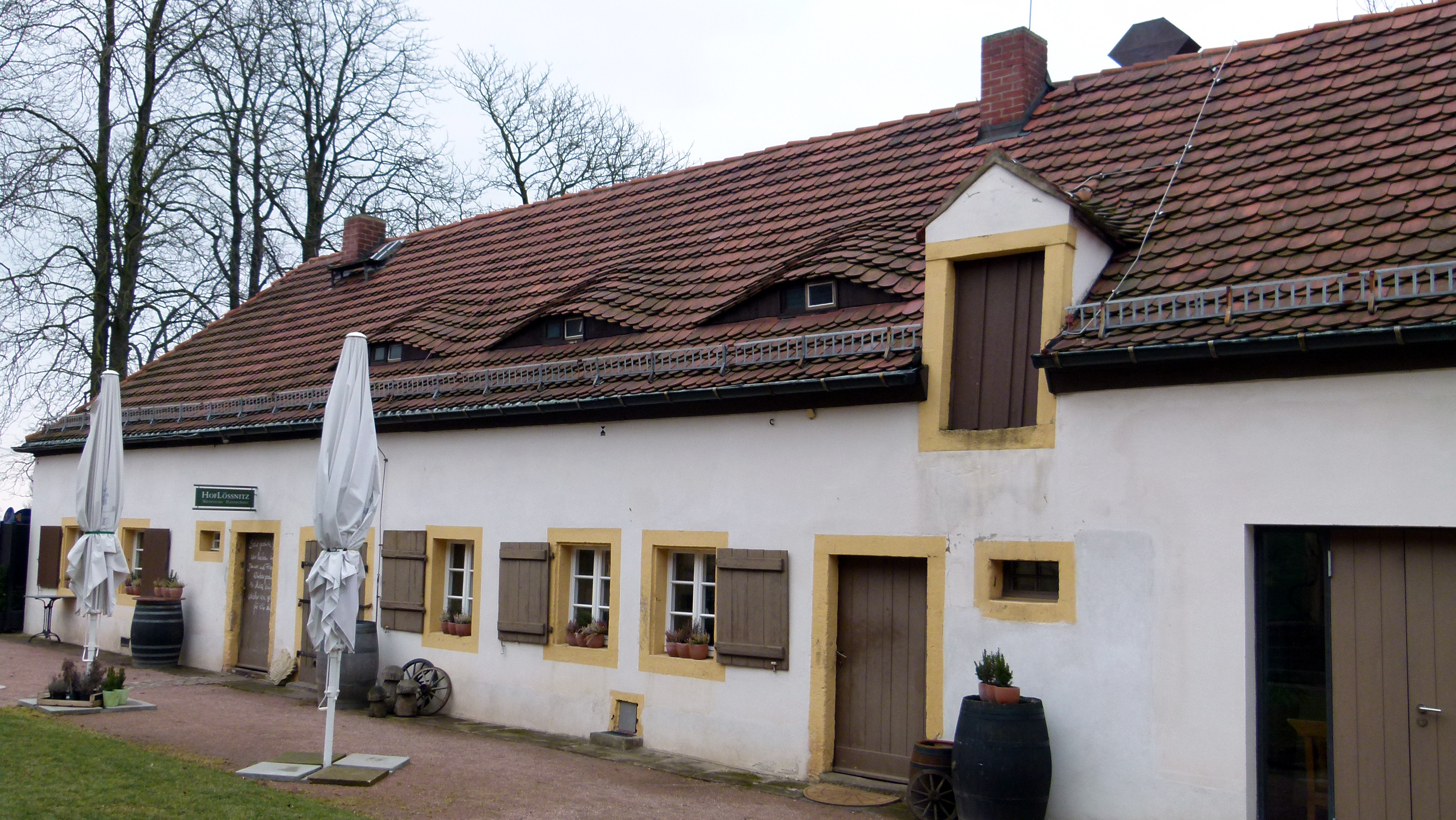
Zwerchhaus am Dachboden des einstigen Wirtschafts- und Stallgebäudes
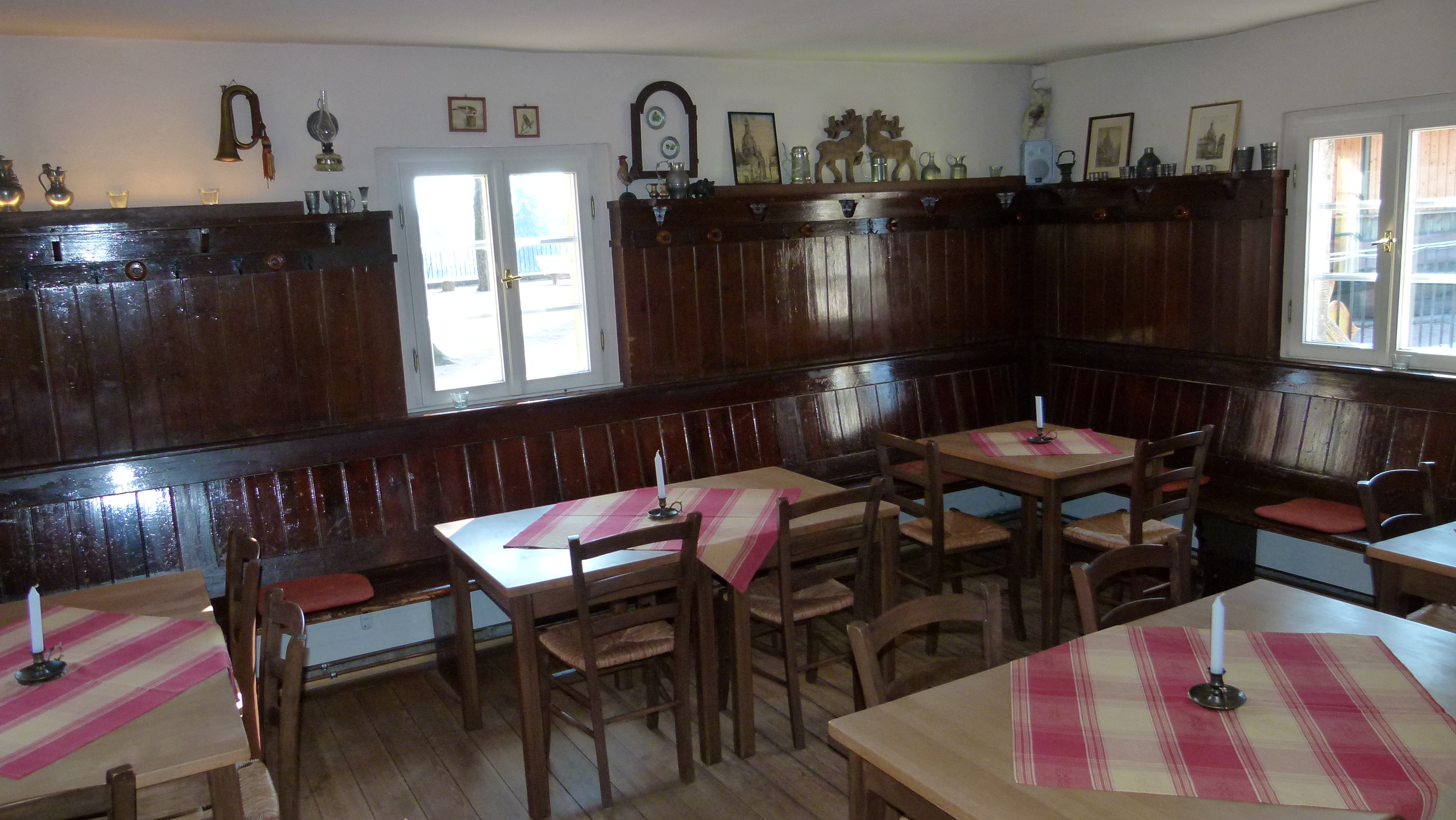
Gasthaus im Inneren
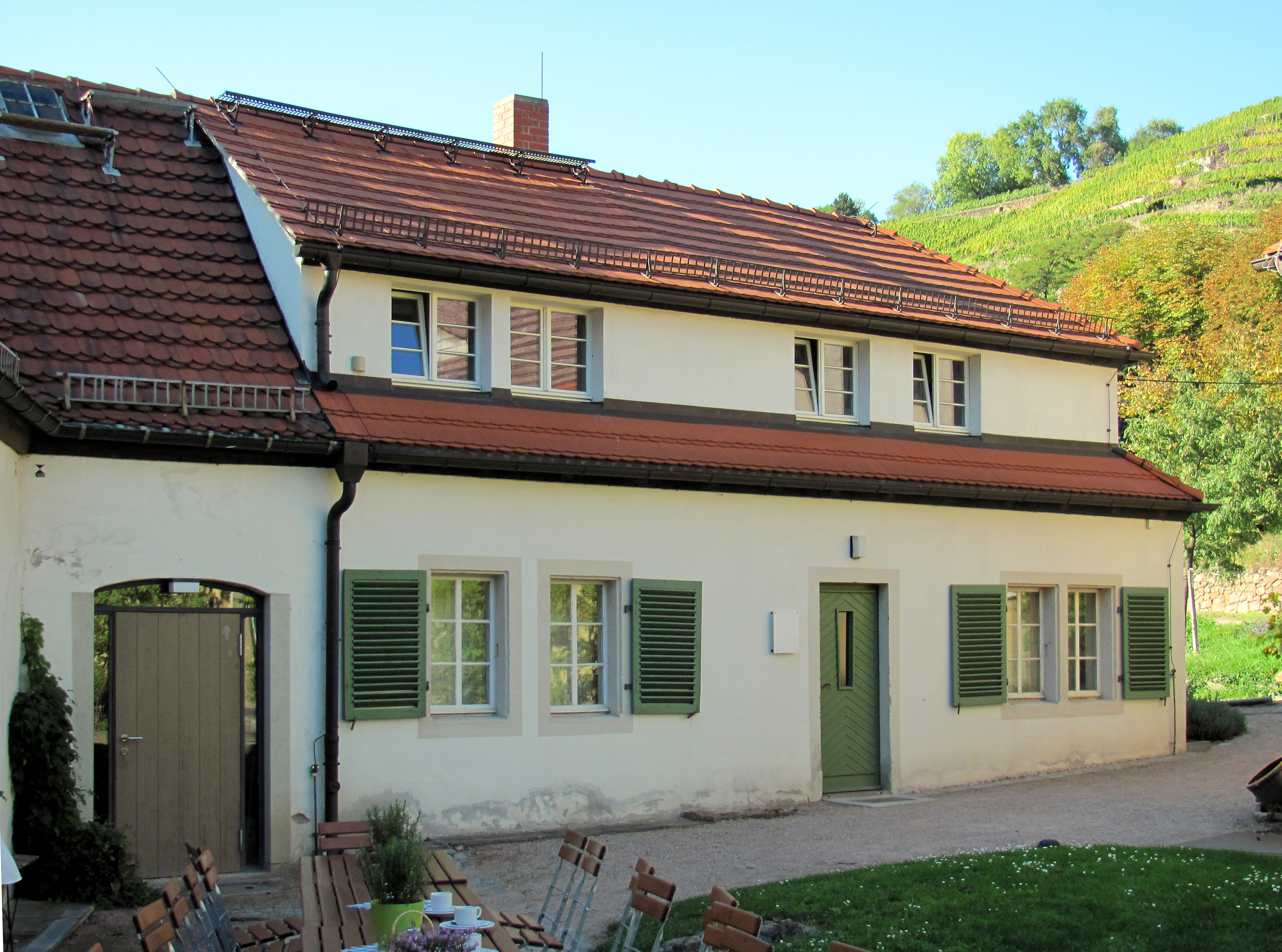
Höggsches Wohnhaus, heute Sitz der Geschäftsführung

#### Südostseite: Berg- und Lusthaus (Schloss Hoflößnitz, Weinbergsschlösschen)

##### Außenstilisierung als Weinberghaus

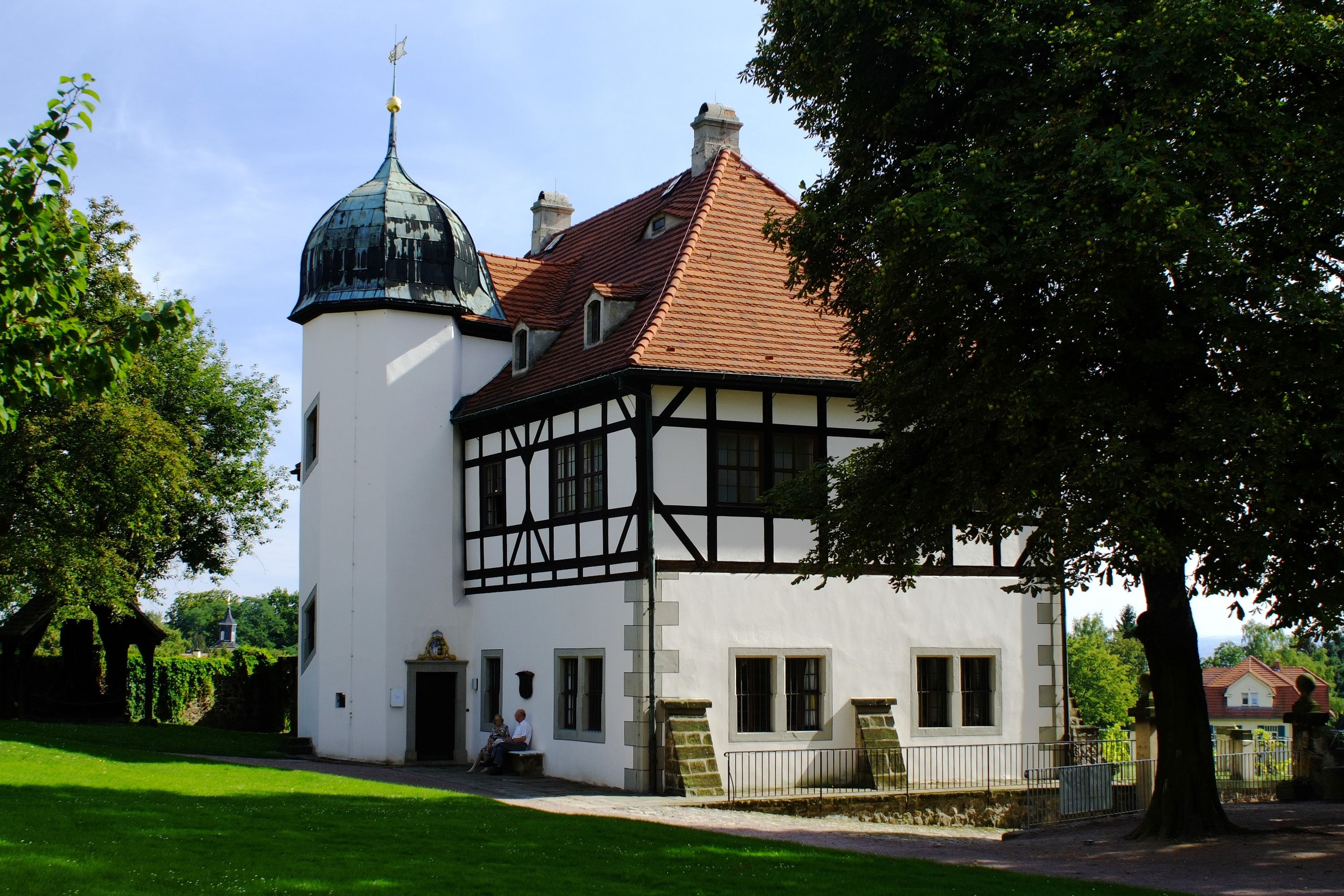
Berg- und Lusthaus mit dem charakteristischen Wendelstein, dort im Eck der Eingang ins Innere

Das Berg- und Lusthaus, oft auch romantisierend Schloss Hoflößnitz genannt, ist das Hauptgebäude der kurfürstlich- beziehungsweise königlich-sächsischen Weingutanlage Hoflößnitz. Als nicht hauptsächlich zu staatstragenden Repräsentationszwecken geschaffenes, sondern als Sommerwohnsitz des Weinbergsbesitzers dienendes, herrschaftliches Lustschlösschen auf einem Landgut entspricht es eher dem Typus des Herrenhauses. Von diesen wurden zu jener Zeit viele in der Region von herrschaftlichen, meist Dresdner Weingutsbesitzern geschaffen, angefangen bei dem wohl ältesten, dem Bennoschlösschen im Stil der Renaissance, über eher schlichte wie dem Kynast bis hin zu äußerlich repräsentativen wie dem Haus Sorgenfrei im Dresdner Zopfstil.
Im Gegensatz zu den sonstigen Lößnitz-Herrenhäusern kennzeichnet das Berg- und Lusthaus der auf der Bergseite dem Baukörper vorgesetzte achteckige Treppenturm. Dieser Wendelstein ist verputzt; er wird auf der Nord- und Ostseite von den Winkeln der Treppensteigung angepassten Fenstern belichtet. Auf der Westseite befindet sich die Eingangstür mit einem reichverzierten, teilweise vergoldeten Wappen darüber. Der Turmschaft reicht bis zu einer kupfergedeckten geschweiften Haube auf halber Höhe des Walmdachs. Darauf sitzt eine vergoldete Kugel und darüber eine vergoldete Wetterfahne mit dem sächsischen Kurwappen und der Datierung 1677.

##### Innenausstattung im repräsentativen Manierismus beziehungsweise Barock

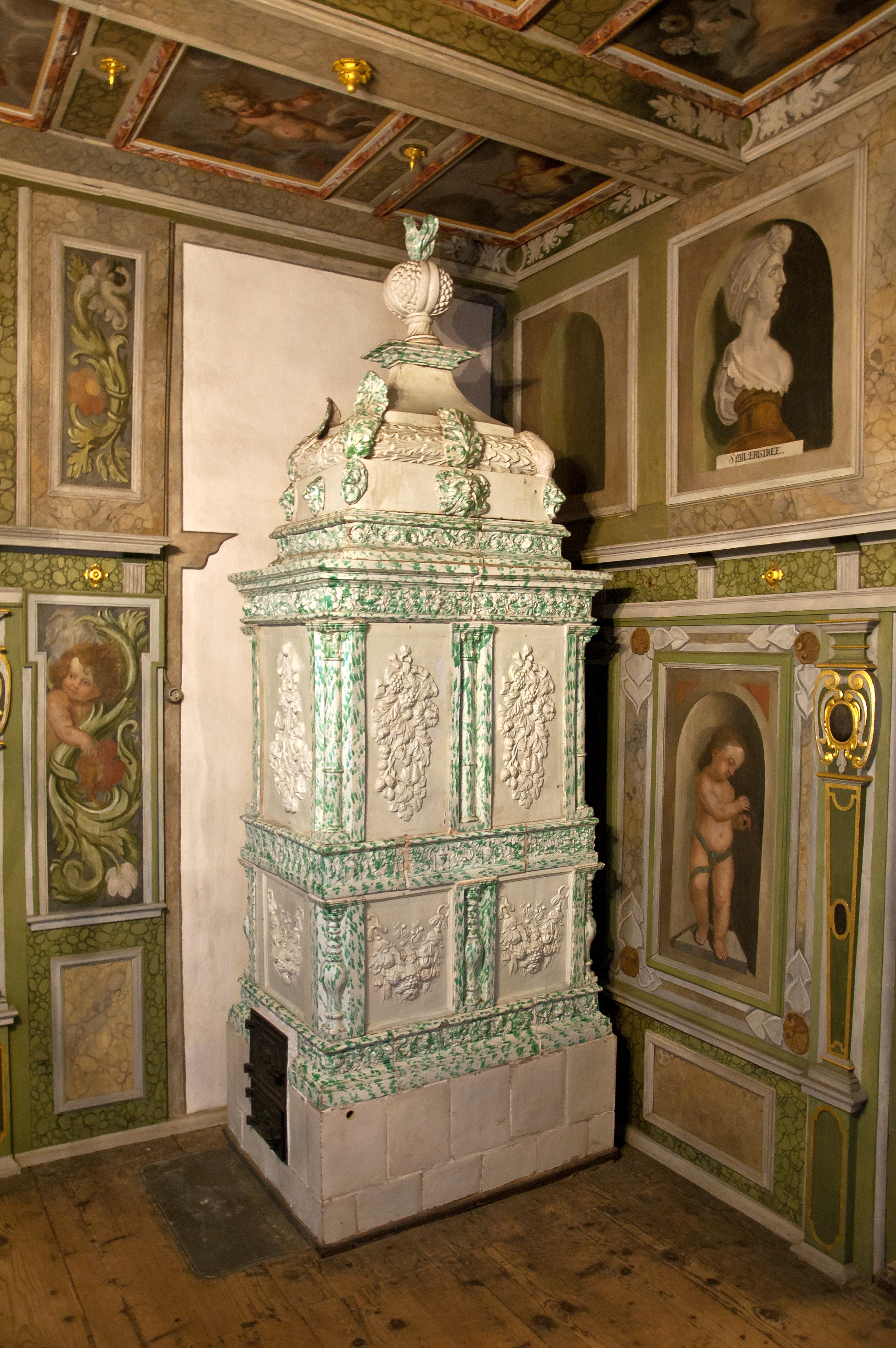
Kachelofen im Gemach der Kurfürstin

Im Erdgeschoss dokumentiert ein Museum die Geschichte des Weinbaus auf dem Gut sowie in Sachsen.
Die kurfürstlichen Wohn- und Repräsentationsräume im Obergeschoss gelten als eines der wenigen Beispiele unversehrt erhaltener Innenarchitektur des 17. Jahrhunderts in Sachsen an der stilistischen Grenze zwischen spätem Manierismus und Barock. Glanzstück ist der Festsaal: In den 80 quadratischen Feldern der Balkendecke hat Albert Eckhout tropische Vögel nach Anregungen auf seiner Brasilienreise gemalt. Die vertäfelten Wände sind mit den Kardinaltugenden und weiteren weiblichen allegorischen Figuren, Emblemen und Sinnsprüchen in den Grundtönen Grün und Grau mit Vergoldungen bemalt. Die Komposition wird Christian Schiebling (1603–1663), dem Gestalter des Riesensaals im Dresdner Residenzschloss, zugeschrieben. Die Ausmalung der kurfürstlichen Wohn- und Schlafräume einschließlich der Kamine und Meißner Öfen stammt ebenfalls aus der Zeit Johann Georgs II.

## Mit der Hoflößnitz verbundene Personen

### Herrscher
- Die Markgrafen von Meißen (ab 1401), insbesondere:
  - Wilhelm I., der Einäugige (1343–1407), Erwerb 1401 für das Wettiner Herrscherhaus
- Die Kurfürsten und Könige von Sachsen, insbesondere:
  - Christian I. (1560–1591), Erlass der Weingebürgsordnung
  - Johann Georg I. (1585–1656), Kurfürst bis 1656, 1648/1650 Bau des Berg- und Lusthauses, dann erste Ausgestaltung
  - Johann Georg II. (1613–1680), Kurfürst ab 1656, weitere Ausgestaltung des Berg- und Lusthauses insbesondere durch exotische Vogelbilder, Weinfeste
  - Friedrich August I. (der Starke; 1670–1733), Kurfürst, übernahm 1710 das Spitzhaus von Gräfin Cosel wieder in kurfürstlichen Besitz, bedeutende Kostüm-Weinfeste 1715, 1719 und 1727
  - Friedrich August II. (1696–1763), Kurfürst, Bau der Spitzhaustreppe und Barockisierung des Spitzhauses

### Baumeister, Architekten, Denkmalpfleger und Künstler
- Ezechiel Eckhardt (getauft 1595; † nach 1673), Landbaumeister, 1648/1650 Bau des Berg- und Lusthauses
- Albert Eckhout (* um 1607; † Ende 1665 oder Anfang 1666), niederländischer Maler, sächsischer Hofmaler, schuf die exotischen Vogelbilder für die Decke des Festsaals
- Christian Schiebling (1603–1663), Hofmaler, Ausmalung des Berg- und Lusthauses
- Centurio Wiebel (1616–1684), Hofmaler, Ausmalung des Berg- und Lusthauses
- Wolf Caspar von Klengel (1630–1691), Baumeister, setzte 1672 das Spitzdach auf das zur Hoflößnitz gehörende, ab da Spitziges Haus genannte Vorwerksgebäude
- Matthäus Daniel Pöppelmann (1662–1736), Oberlandbaumeister, Entwurf der Spitzhaustreppe und Barockisierung des Spitzhauses
- Moritz Retzsch (1779–1857), Zeichner, Maler, Radierer und Oberlößnitzer Weinbergsbesitzer, zeichnete 1840 den von ihm organisierten Weinfestumzug der sächsischen Weinbau-Gesellschaft
- Carl Mildreich Barth (* vor 1797; † nach 1843), Landbaumeister, Wiederherstellung des abgebrannten Presshauses, Bau des Bergverwalterhauses
- Karl Moritz Haenel (1809–1880), Oberlandbaumeister, Wiederherstellung der Spitzhaustreppe 1845
- Emil Högg (1867–1954), Architekt und Kunstgewerbler, „rettete“ ab 1912 das Berg- und Lusthaus durch Rückbau, Rückstilisierung und Instandsetzung, Pläne für weitere Umbauten der Umgebungsgebäude, Vorstandsmitglied im Hoflößnitz-Verein
- Burkhart Ebe (1881–1949), Bildhauer und Plastiker, sein Kunststeinrelief Weinlese steht im Außenbereich der Hoflößnitz
- Walter Bachmann (1883–1958), Landeskonservator, baute 1924 das Heimatmuseum mit auf
- Georg Richter-Lößnitz (1891–1938), Maler und Radierer, malte die Hoflößnitz nach ihrer Rückstilisierung
- Franz Jörissen (1895–1996), Baumeister, kümmerte sich mit um den Erhalt der Hoflößnitz in der Zeit der DDR
- Heinrich Magirius (1934–2021), Kunsthistoriker und Denkmalpfleger, kümmerte sich um den denkmalpflegerischen Erhalt der Hoflößnitz in der Zeit der DDR
- Gunter Herrmann (1938–2019), Maler und Restaurator, restaurierte Malereien an und in der Hoflößnitz in der Zeit der DDR
- Ulrich Aust (1942–1992), Architekt und Zwinger-Baumeister, kümmerte sich um den baulichen Erhalt der Hoflößnitz in der Zeit der DDR

### Weinbaufachleute
- Johann Paul Knohll (um 1628–um 1708/nach 1702), Amts-, Bau- und Weinbergsschreiber, Weinfachmann und Weinbau-Autor
- Johann Gottlob Mehlig (1809–1870), Hofewinzer auf dem Hohen Hause (Spitzhaus), ab 1863 Bergvoigt der Hoflößnitz und deren Chronist von 1835 bis 1870
- Carl Pfeiffer (1872–1946), Landwirtschaftsrat und Önologe, baute nach der Reblauskatastrophe von der Hoflößnitz aus den Lößnitz-Weinbau wieder auf, Vorsitzender der Sächsischen Weinbaugesellschaft

### Bewohner, Sonstige
- Martin Stephan (1777–1846), sächsisch-US-amerikanischer Geistlicher der Auswandererbewegung, wohnte/versteckte sich um 1837 mit seinen Anhängern auf einem Weinberg der Hoflößnitz, bevor sie auswanderten
- Bernhard von Rabenhorst (1801–1873), sächsischer Kriegsminister und General, setzte sich auf Hoflößnitz zur Ruhe, wo er auch 1873 verstarb
- Otto Kohlschütter (1807–1853), Mediziner, Mitgründer der Poliklinischen Kinderheilanstalt zu Dresden sowie des Ärztlichen Vereins zu Dresden
- Alexander Münch (1900–1984), Leiter des Hauptmann-Archivs Radebeul, das 1950 vom Hohenhaus in das Kavalierhaus und von dort 1961 in die Villa Steinbach verlegt wurde
- Klaus Vogel (* 1956), von 1998 bis 2007 Vorstandsvorsitzender der Stiftung Weingutmuseum Hoflößnitz